# Élő kövület
Élő kövület alatt azokat az élőlényeket (általában fajokat vagy nemzetségeket) értjük, amiket fosszíliákból is ismerünk, évmilliókon át, a kihalási eseményeket túlélve szinte változatlanul fennmaradtak vagy egy olyan leszármazási vonal tagjai, amelynek teljes rokonsága már régen kihalt – ez a perzisztencia jelensége. Azokat a taxonokat, amelyeknek csak feltételezték a kihalását, a bibliai történet alapján inkább Lázár-taxonnak nevezik, amelyre példa a sokáig kihaltnak hitt bojtosúszós halak (Latimeria) esete. Emellett említést érdemel az Elvis-taxonok fogalma is, amelyeken két, egymáshoz anatómiailag megszólalásig hasonló, egymást időben követő, mégis semmilyen közelebbi rokonsági kapcsolatban nem álló taxont értenek. A triász, jura korú pörgekarúak között számos eset ismert Elvis-hasonmásokra.

## Általános leírás
Ismert, hogy a fajok közül az állatok és növények, illetve a vízi és szárazföldi fajok élettartama eltérő tendenciát mutat. A szárazföldi állatok fajainak élettartama átlagosan 1-2 millió év lehet, a tengerieké 6-10 millió év is. A növényfajok élettartama is átlagosan hosszabb, mint az állatoké. A növények esetében azon nemzetségekről, amelyek már az ó-harmadkorban éltek, praktikus okokból nem is beszélünk élő kövületekről, ellenben olyan emlősöket, mint az okapi vagy a kancsil, ide sorolhatunk, noha földtörténeti szempontból nem olyan régiek, mint egyes dió-, fahéjfa- vagy tölgyfélék.
Az „élő kövület cím” elnyeréséhez fontos szempont, hogy olyan fajról/nemzetségről/kládról legyen szó, amely túlélt tömeges kihalásokat (mint a Limulus), egy korábbi evolúciós fauna tagja volt (hidasgyík, fejtetői szem nevű szerve egyedülálló módon őrizte meg a több mint 300 millió éves anatómiai struktúrát), jellemző típust képviselt a korábbi flórából (Ginkgo biloba) vagy egy csoport kiindulási típusát testesíti meg (mint a főemlősök esetében a közönséges mókuscickány). A fentebbi példák esetén világos, hogy egyszerre több feltétel is teljesülhet, mivel a Limulus pl. egyszerre egy korábbi fauna alaptípusa, túlélt több tömeges kihalást, rendkívül ősi csoport (kb. 405-500 millió éves).
A Lingula, a tőrfarkú rák, a nautiluszok, a Trigoniák, a hasítékos csigák stb. ősei tagjai voltak a Sepkoski-féle paleozoós faunának, ezért az élet történetének korábban jellemző tagjainak maradványairól van szó.
Az „élő kövület” címke meghatározásakor alapvető rendszertani, kladisztikai kérdések is felmerülnek. Így elképzelhető, hogy egy nagy múltú, elszigetelt csoport megmaradt nemzetsége vagy nemzetségei modern fajok, azaz esetükben nem az evolúció lelassulásáról van szó. A recens tojásrakó emlősök formaköre, bár kétségkívül nagyon ősi és elszigetelt a modern erszényes és méhlepényes emlősök sorában, specializált életmódjuk miatt azonban cseppet sem tűnnek ősinek. Megőriztek jellegeket a késő triász-jura kori tojásrakó emlősvilágból, azonban fejlődésük azóta sem állt meg. Ezzel ellentétben a tuatara vagy hidasgyík mai képviselői minden szempontból emlékeztetnek mezozoikumi őseikre. A kérdés tehát az, hogy egy nemzetséget, ha egy nagy múltú csoport utolsó megmaradt képviselője, ezen az alapon nevezhetünk-e élő kövületnek? A Ginkgo biloba ősisége nem vitás. Újabb rendszertani beosztások szerint egy önálló növénytörzs egyetlen megmaradt túlélője. Egyes leírások a törzs, mások a család, míg megint mások a nemzetség „élettartamát” adják meg, amikor meg szeretnék adni a Ginkgo biloba régiségét millió években. Míg maga a Ginkgo biloba a harmadidőszak elején jött létre, addig a Ginkgo család a triász időszakban, a Ginkgophyták pedig a kora permben vagy a késő karbon időszakban fejlődtek ki.
Az élő kövületek számos esetben ma már a flórából, illetve faunából kivesző, sokszor végveszélyben levő vagy veszélyeztetett fajok. Egykori nagy elterjedési területüknek sokszor csak töredékén élnek. A páfrányfenyő csak egy kisebb tartományi területen fordul elő Szecsuanban, Kínában, a korábban kihaltnak hitt bojtosúszójú hal a Comore-szigetek körül él erősen behatárolt területen, a Wollemi fenyőnek mindössze ötven példánya maradt fenn egy ausztráliai kanyonban, és a hidasgyík is csak néhány új-zélandi szigeten él. Ellenben az oposszumok egyáltalán nem kihalófélben levő állatok, meglepő módon az amerikai oposszumok behatoltak az amerikai nagyvárosokba is, ahol vetélytársai lettek az igen modern patkányoknak, egereknek.
Rokon fogalom az átmeneti fosszíliák, ami azonban mára kihalt, rendszertanilag alapformának számító élőlények kövületeit takarja. Például míg a Latimeria c. jelenleg is élő bojtosúszójú hal egy „élő kövület”, addig a szintén a bojtosúszójúak egy kihalt, illetve részben a négylábúak irányába tovább fejlődött ágába tartozó faj, az Eusthenopteron f. egy „átmeneti fosszília”.

## Az evolúció sebessége és az élő kövületek
Az "élő kövület" fogalom meghatározásánál a vízi és szárazföldi fajok evolúciójának sebessége jelenti a legjobb támpontot. A vízi élőlények evolúciója általában lassúbb a szárazföldiekénél, ami az összefüggő vízi élőhelyek miatti sokkal kisebb földrajzi izolációval és a nagy víztömegek viszonylagos klímarezisztenciájával magyarázható.
- A tengeri csigák osztályai 540 millió évvel ezelőtt jelentek meg, 400 millió évvel ezelőtt már éltek a mai rendek, a jelenlegi családok ősei 125 millió évvel ezelőtt már mind nyomot hagytak maguk után és nagyjából 75 millió évvel ezelőtt már fennmaradtak a ma élő nemzetségek fosszíliái is. Ezzel szemben a szárazföldi csigák hasonló számadatai: 540, 100, 65, 40 millió év, ami jól mutatja sokkal gyorsabb evolúciójukat.
- Hasonló tendenciákat mutat a tengeri gerincesek (elsősorban a halak) és a szárazföldi emlősök összehasonlítása is. A halak ma is élő osztályai 450, élő rendjei 270, recens családjai 80, nemzetségei nagyobb részt 50 millió évvel ezelőtt már mind léteztek. Ezen nem változtat semmit, hogy időközben számos rendszertani szinten kihalások is történtek. Az emlősök hasonló számai így alakulnak: 190, 65, 26, 15 millió évek.

Ennek a megközelítésnek vitathatatlan előnye, hogy nem csak nemzetségszinten, de a család vagy osztályszinten is értelmezhető az "élő kövület" kifejezés akkor is, ha az faj szinten nem lenne minden esetben indokolt. Egyik ilyen példa a Ginkgo biloba esete. A faj mai formájában a pliocénban jelenhetett meg, maga a nemzetség viszont a juráig nyúlik vissza, a páfrányfenyőfélék története pedig a permi időszakig. Mivel a Ginkgo biloba és más nyitvatermők közös ősei valamikor a felső karbonban ágaztak el, a Ginkgo biloba ma osztályszinten (Ginkgoaceae) képvisel egyetlen fajjal egy olyan növénycsoportot, ami már 280 millió éve létezik és egyetlen faja egy olyan növénycsaládnak, ami már mintegy 200 millió éve él a Földön. Ezzel meghaladja a szárazföldi növénycsaládok átlagos túlélési idejét. Hasonló okok miatt ősiek a cikászfélék is.

## Lázár-taxonok
Számos élő kövület felfedezése igazi tudománytörténeti szenzáció volt. Nem egy esetben előbb fedezték fel a fosszilis fajok maradványait, mint a ma élő fajokat.
- A bojtosúszós halakról korábban azt hitték, hogy legkésőbb a kréta végén kihaltak. Képviselőiket a fosszilis rekordból jól ismerték, számos devon, karbon korú leletet találtak és felismerték a szárazföldi gerincesek (tetrapodák) kialakulásában játszott kitüntetett szerepüket. Ennek ellenére csak 1938-ban fedezték fel Dél-Afrika partjainál a Chalumna folyó torkolatánál a bojtosúszós maradványhal, avagy Latimeria chalumnae nevű fajt.
- A Neopilina nevű egyteknőjű (Monoplacophora) puhatestűek őseinek kövületei jól ismertek voltak az ó-paleozoikum kőzeteiből. Sokáig úgy gondolták, hogy ezek ősi típusú csigák lehettek. A vázon felismerhető a szelvényezettség néhány jele, ezért később a puhatestűek kiindulási csoportját látták bennük. Kihalásuk idejét legkésőbb a középső Devon időszakra, 350 millió évvel ezelőttre datálták, a földtörténeti középkorból kövületeik egyáltalán nem voltak ismertek. Az első példányt 1952-ben gyűjtötték Costa Rica partjainál, nagy mélységből, óceáni aljzatról kotróhálóval. Ezzel megoldódott eltűnésük paradoxonja is: a késő Devon kihalás óta kizárólag az óceáni medencék nagy mélységeiben élnek, s ezért nem maradtak fenn azóta maradványaik (az óceáni lemezek a lemeztektonika miatt folyamatosan megsemmisülnek a kontinensek alatt).
- A wollemi fenyő (vagy Sárkányfenyő) 90 millió évvel ezelőtt élt őseinek levélmaradványai ismertek voltak a tudósok előtt a kréta időszak déli féltekéjének kőzeteiből, de azt senki sem gondolta volna, hogy a 30 millió éve kihaltnak hitt növény előkerül Ausztráliában Sydneytől mindössze 129 km-re északnyugatra, egy jól védett völgyben.
- 1802-ben Francois Peron Tasmania partjainál felfedezett egy ugribugri kagylót. Jean-Baptiste Lamarck elnevezte háromszögletű alakjáról Trigonia margaritaceanek 1804-ben. A Neotrigonia nemzetségnevet Cossmann-tól 1912-ben kapta. Egészen addig úgy gondolták, hogy a Trigonia nemzetség a kréta végén kihalt és csak később találták meg az Eotrigonia (eocén-miocén) leleteit ausztráliai kőzetekben.
- A Rhynchosaurusok a triász időszak jellegzetes hüllői voltak. Számos képviselőjük, mint a Mesosuchus, a Howesia és a Younginia nagyra is megnőttek. A triász–jura kihalási esemény kapcsán nagy részük kihalt. Jellegzetes ősi jellegű koponyájuk és nagyra nőtt felső szájpadlásbeli szemfoguk. A Rhynchosauridae családot Huxley 1859-ben írta le. A Sphenodon punctatus nevű fajt (hidasgyík) 1895-ben osztályozták és nem sokkal később rájöttek, hogy egy rég kihaltnak hitt csoport egyetlen élő faját találták meg.

## Konzervativizmus

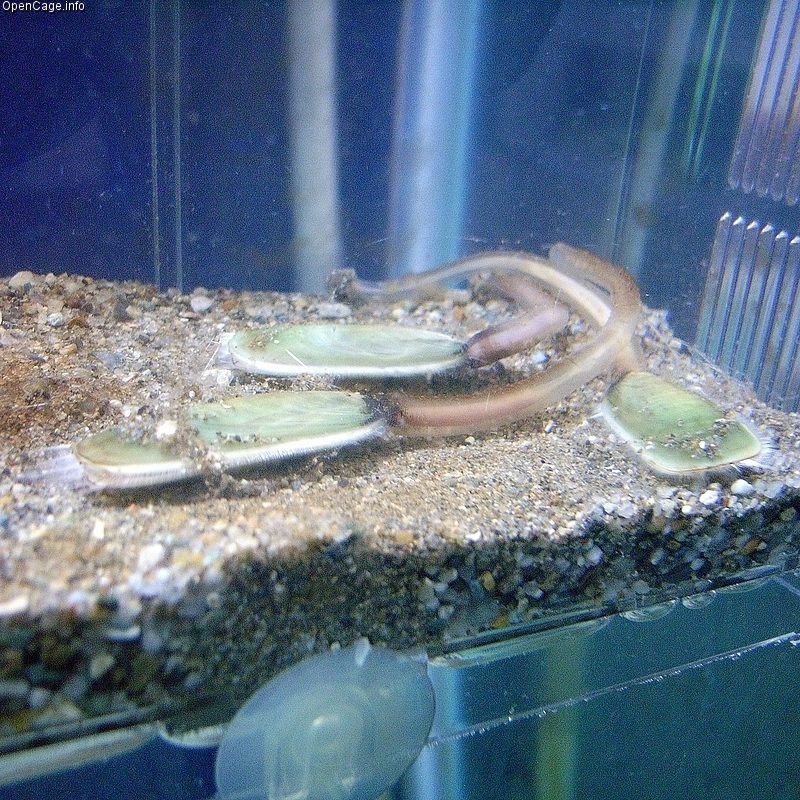
Egy jellegzetes konzervatív nemzetség, a Lingula: már legalább 450 millió éve él változatlan formában

Számos élő kövületről állítja a népszerűsítő irodalom, hogy egyes állatcsoportok őseiről vagy ősi alakjairól lenne szó, ez azonban többnyire félreértésen alapul. Egy nemzetség/család/rend stb. őse nem élhet ma, ugyanis az az evolúció folyamán átalakult a ma is élő és még több kihalt fajba. Ellenben elképzelhető, hogy egy csoport ősi alakjához közel álló faj mintegy „megrekedjen” a fejlődés egy alacsonyabbnak tekintett/tűnő fokán és máig fennmaradjon. 
- A mókuscickány, mint faj, nem lehet a ma élő félmajmok, majmok és emberszabású majmok őse, az viszont vitathatatlan, hogy a felső kréta idején már éltek olyan mókuscickány-szerű alakok (Purgatorius sp.), amelyek leszármazási kapcsolatban állnak mind a mókuscickányokkal, mind a főemlősökkel és anatómiájukban, valamint esetleg genetikájukban is közel állhatnak 65-70 millió évvel ezelőtt élt őseikhez.

Ennek nem mond ellent, hogy léteznek olyan fajok, amik az idők során sem viselkedésükben/termőhelyükben, sem anatómiájukban nem változtak. Úgy látszik, ez a néhány sikeres prototípus túlélte a specializáltabb alakokat is.
- Az emlősök közül a kancsilfélék testesítik meg a legősibb szabású kérődzőket. Hosszú felső szemfoguk, fejletlen, de már négyosztatú kérődző gyomruk, kezdetleges, még inkább karmokra emlékeztető patácskáik és más anatómiai jellegeik és nem utolsósorban fosszilis maradványaik alapján tudjuk ezt. Ősiségük ellenére a kancsilok túlélték számos fejlettebb rokonukat, például az őstulkot is. A kancsil egy ma is sikeresnek mondható típust képvisel.
- A Lingula inarticulata típusú pörgekarúak nemzetsége az ordovícium-szilur óta sem anatómiájában, sem élőhelyében, sem igen jellegzetes beásódási szokásában nem változott. Annak ellenére, hogy az ősi származású pörgekarúak között is a legősibb szarunemű és zárószerkezet nélküli csoportról van szó, olyan igénytelen, hogy a tömeges kihalások utáni „másnapokon” gyakran tömegesen szaporodott el a megüresedett biotópokban (pl. a perm-triász kihalás után). A Lingula olyan maradt, mint volt 450 millió évvel ezelőtt.
- A Nautiloideák virágkora az ó-paleozoikumra esett. Ezt követően fajszámuk lassan fogyatkozott, de a mai napig kitartottak. Ezzel ellentétben a valószínűleg sokkal modernebb lágytesttel rendelkező és jóval variábilisabb Ammoniteszek már 65 millió éve kihaltak. A Nautiluszok annak ellenére fennmaradtak, hogy valószínűleg a földtörténeti ókor vége óta nem sokat változtak.
- A Limulus, azaz az atlanti tőrfarkú rák (valójában ősi típusú csáprágós) ősei a jura időszaki Solnhofen lagúnájában már ott sétáltak az aljzaton és a maiakhoz megszólalásig hasonlók voltak, csak valamivel kisebbek. Tudni kell, hogy a tőrfarkú rákfélék is az ó-paleozoikumban érték el fejlődésük csúcsát és az utóbbi 100 millió évben már nem estek át nagyobb változásokon. Vérük limfocitáit ma kivonják és szerológiai kimutatási reakciók alapanyaga.

## Prototípusok

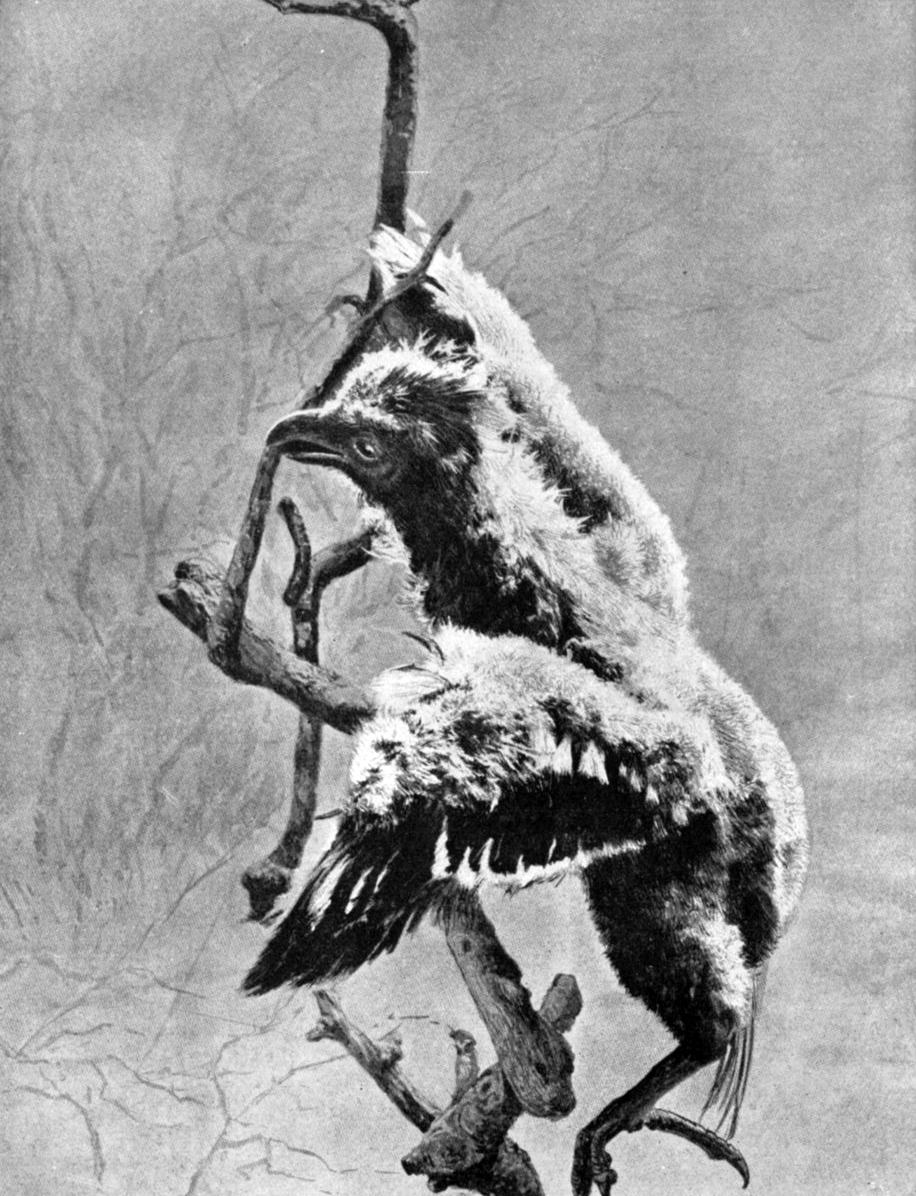
Hoacin fióka mászik egy faágon, a műveletben nagy hasznát veszi a szárnyai kifejlődése előtt 3 pár karmos ujjat viselő végtagjának. Az Archaeopteryx ősök kifejlett állapotban is így közlekedtek a siklórepülés mellett

Az élő kövületek között számos azért kapta ezt a titulust, mert valamely állatcsoport kiindulási alakjának modelljét adják. Ezek olyan formakörök, amelyek megmaradtak egy korábbi fejlettségi állapoton. Jelentőségüket az adja, hogy megismerhetünk általuk régen kihalt formaköröket és pontosíthatjuk evolúcióbiológiai ismereteinket. Egy újabb lehetőség, hogy a genetika fejlődése az utóbbi évtizedben lehetővé tette, hogy evolúciógenetikai vizsgálatokat végezzünk, amitől várható, hogy ismereteink tárházát forradalmasítani fogja és esetenként más eredményekre vezethet, mint a hagyományos morfológiai, szerológiai és fosszília-alapú megközelítés.
- A Wollemi fenyő (sárkányfenyő) testesíti meg az Araukáriák kiindulási formáját, egyfajta összekötő kapocs a fenyőfélék és az araukariák között.
- A mókuscickányok olyanok, mint amilyenek a főemlősök késő krétakori ősei lehettek, mielőtt kiváltak formakörükből a későbbi félmajmok ősei.
- A hasadtujjú lúd összekötő kapocs a lúdalkatúak és általában a vízi madarak más képviselői között.
- A Hoacin fiókái még három karmos ujjal rendelkeznek és fészekhagyók. A legutóbbi évtizedek szenzációs kínai ősmadár- és dinoszauruszleletei alapján arra lehet következtetni, hogy ilyenek lehettek az ősi madarak.
- Az oposszumformák közé tartozó Didelphis nemzetség a legősibbek egyike az erszényesek között. A késő kréta időszakban élt elődeik alapján az erszényesek kiindulási formaköréhez állhatnak közel.
- Chlamydoselachus nemzetségbeli cápák ősei a kréta időszakban már éltek, más részről viszont testszabásuk sokkal ősibb eredetű. A modern cápák és ráják őseihez állhatnak közel testfelépítésükben.
- A Latimeria azért olyan fontos az evolúcióbiológusok számára, mert ezek a halak a legközelebbi ma élő rokonai azoknak a bojtos úszójú halaknak, amikből a devon folyamán a kétéltűek és így minden szárazföldi gerinces állat elődei kialakultak.

## Az élő kövületek helye a jelen élővilágában

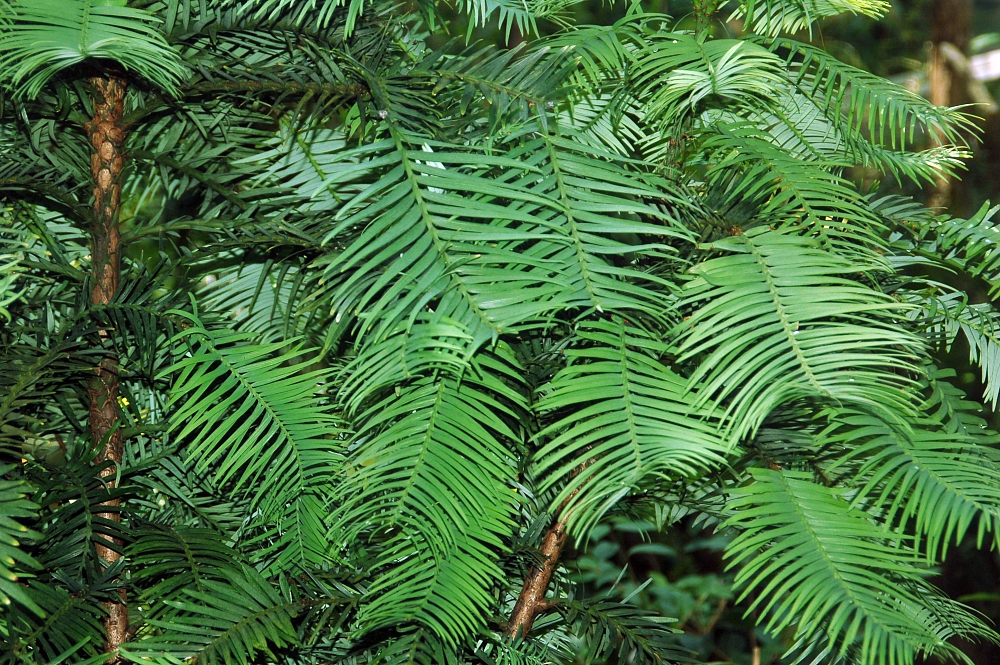
Wollemi fenyő (Sárkányfenyő). Alig 50 példánya maradt, mire felfedezték

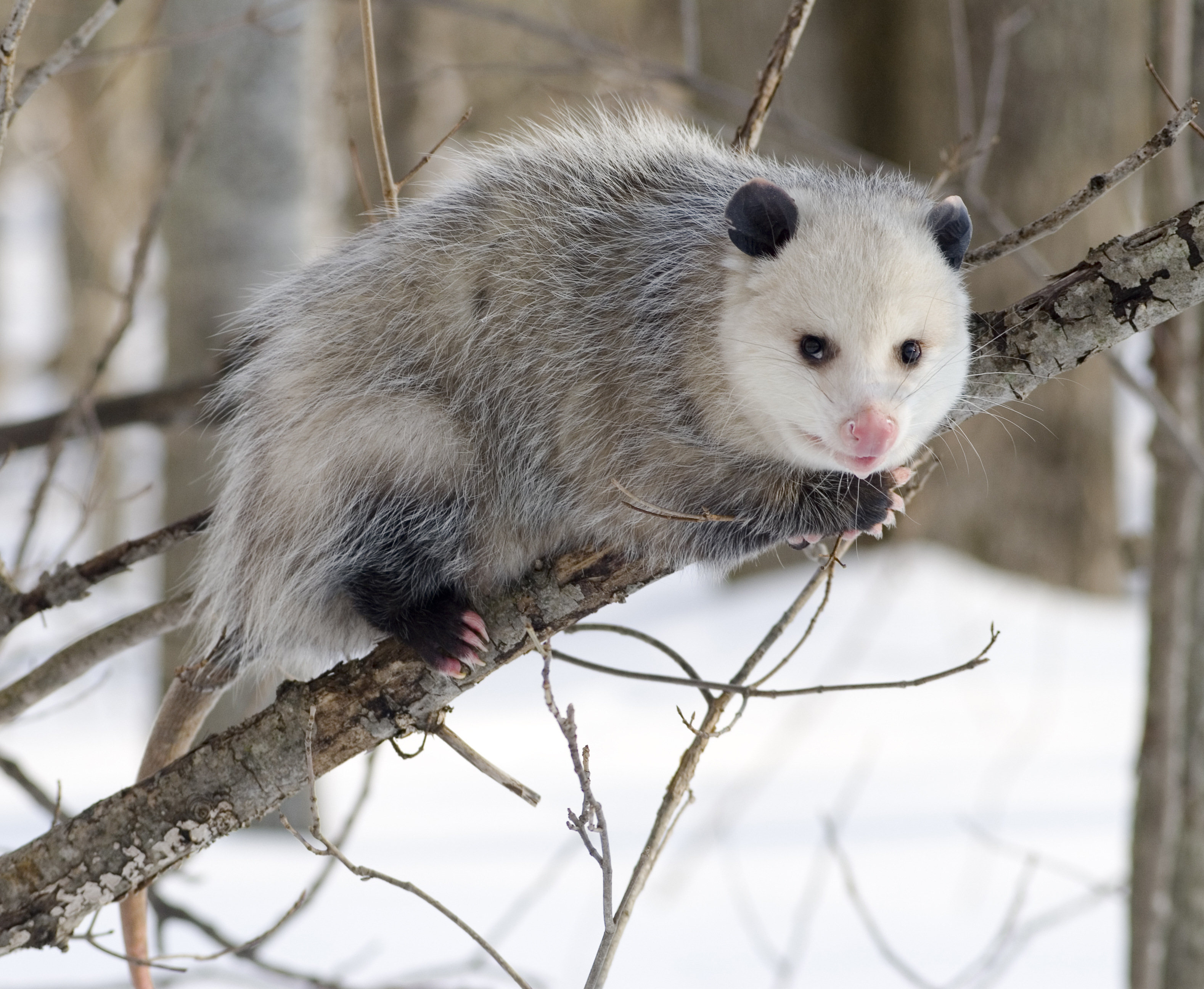
Virginiai oposszum. Ősi és ma is sikeres

Már a fogalom jellegéből is következik, hogy az ebbe a fogalomkörbe sorolt élőlények általában régi, kihalófélben levő csoportok tagjai. A Nautilus nem a belsőházas fejlábúak máig élő relikviája (a Spirula nem mellett), a Wollemi fenyő is egy rég letűnt kor utolsó hírmondója.
Van azonban néhány olyan génusz, amelyek nincsenek egyértelműen evolúciós leszálló ágban, mint pl. a több százmillió éve változatlan nyelvkagylók (Lingula) vagy az atlanti tőrfarkúak (Limulus). Ezek az állatok helyenként ma is nagy tömegben és gyakran fordulnak elő.
Vannak azonban olyan esetek is, amelyek látszólag ellentmondanak az emberi logikának. A Ginkgo biloba esete az egyik legérdekesebb. Amikor az 1700-as években Európában elkezdték ültetni, őshazájában, Kínában már alig néhány erdőben fordult csak elő. Ma sem szapora fa, szaporítása viszont nem nehéz feladat. Felismerték szépségét és különlegességét, ezért csakhamar az arborétumok, parkok, városi fasorok és az oktatási intézmények kertjeinek kedvelt parkfáivá váltak. A meglepetés csak a 20. században érte a botanikusokat, amikor Amerika nagyvárosaiban rájöttek arra, hogy a Ginkgo minden más fánál jobban tűri a nagyvárosok szennyezett levegőjét és egy dézsában is képes megélni. Azóta a nagyvárosokban sok helyen ültetik, így Budapesten is. A Ginkgónak természetes ellensége alig fordul elő és úgy tűnik, a nemzetség nem véletlenül tartott ki a hosszú évmilliók alatt máig. Valószínűleg a modern zárvatermő fák krétakori előretörésének és a kainozoikumi eljegesedés zord viszonyai miatt szorult vissza, mivel a harmadidőszakban még Magyarország litoszférájának ősein is éltek ezek a fák, Eurázsiában mindenhol megtalálhatók voltak.
Egy másik érdekes eset az újvilági oposszumok története. Ezek az állatok az ősi erszényeseken belül is a legősibbek. A kréta időszak végén a Gondwana maradványaként Dél-Amerika, az Antarktisz és Ausztrália még összefüggtek és ezen keresztül a valószínűleg észak-amerikai-eurázsiai eredetű erszényesek eljutottak a déli kontinensre. Az eocén időszak elejére széttöredezett a déli kontinens maradványa és a három kontinensen élő erszényesek elszigetelődtek. Az Antarktisz eljegesedése megindult az oligocénben, az ott élő erszényesekről nincsenek adataink, az ausztráliaiaknak azonban szerencséjük volt, mert még az eljegesedés előtt megkezdődött Ausztrália vándorlása északi irányba. Az itt élő ősi típusú erszényesek elfoglalták a kihalt dinoszauruszok helyét és nyugodt körülmények között fejlődhettek az emberek megjelenéséig. A dél-amerikai fajok azonban már találkoztak a méhlepényes emlősökkel és az eocénben, majd a pliocén időszakban megtörtént a modern méhlepényesek beáramlása a kontinensre. Eközben az északi kontinenseken kihaltak az erszényesek, ahol az utolsó egyedek az oligocénig tartottak ki, s az amerikai oposszumok közeli rokonai voltak. A pliocén időszakban létrejött a közép-amerikai földhíd és Dél-Amerika bennszülött faunája nagyrészt kihalt, az oposszumok azonban kitartottak, sőt, északi irányban felhatoltak Észak-Amerika déli részéig. A fehér ember megjelenése és a nagy városok felépülése megváltoztatta az állatok életét, ugyanis a patkányokkal is felvéve a versenyt, a nagyvárosokban is megtalálták az életlehetőségeiket.

## Élő kövületek a kertben

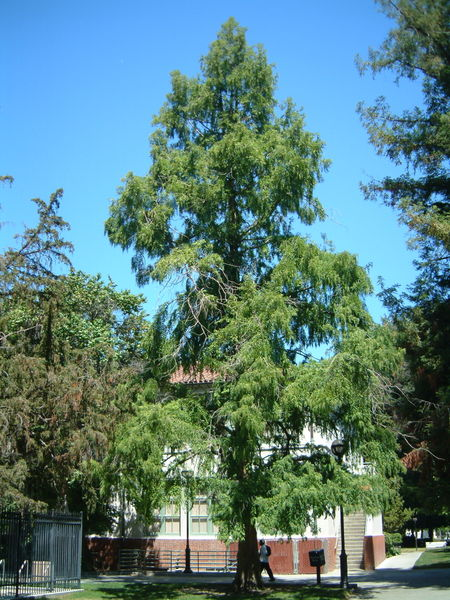
Metasequoia, szecsuani ősmamutfenyő. Jól tolerálja a hazai éghajlatot, akár kertünk dísze is lehet

A növények körében nem egy élő kövület van, amit akár saját kertünkben is nevelhetünk. A Metasequoia, azaz a kínai ősmamutfenyő ma már megvásárolható néhány kertészetben. 1941-ben, a faj felfedezésének évében a Harvard Egyetem kutatói kutatócsoportot küldtek Kínába, hogy élő csemetéket és magokat gyűjtsenek. Azóta kiderült, hogy a fák nagyon lassan fordulnak termőre, az Európában és Amerikában az 1940-es években ültetett példányok közül csak az 1990-es években kezdett el néhány fa virágozni először. Szerencsére a faj dugványozással jól szaporítható, a kertészetekben jelenleg kapható egyedek is főként ágról szaporított klónok. A Ginkgo fák közül már sok virágzik és ezáltal magról szaporítható, mivel ültetésük már az 1770-es években megkezdődött a kontinensen. Oszlopos, sőt törpe formáit is nemesítették azóta. Mivel a kipufogógázokat és a városi klímát jól tolerálja, ezért dézsákban vagy úttestek mellett, pesti utcákon is látni. Szegeden egy forgalmas körút mentén egész fasort ültettek Ginkgóból a múlt század elején. Az Araucaria araucana, más néven a „chilei szobafenyő” nemrég jelent meg a piacon. Erről a fajról azonban tudnunk kell, hogy fagyérzékeny, az Alföldön csak takarás mellett, védett helyen maradhat meg. Az óriás mamutfenyő (Sequoiadendron giganteum) ősei a jura időszakban jelentek meg és a krétában élték virágkorukat, szintén élő kövületeknek tarthatók. Fiatal korukban kissé fagyérzékenyek, idősebb korukban kevésbé. Hazájukban a csapadék túlnyomó része hó formájában hullik.

## Kriptozoológiaiértelemben vett élő kövületek

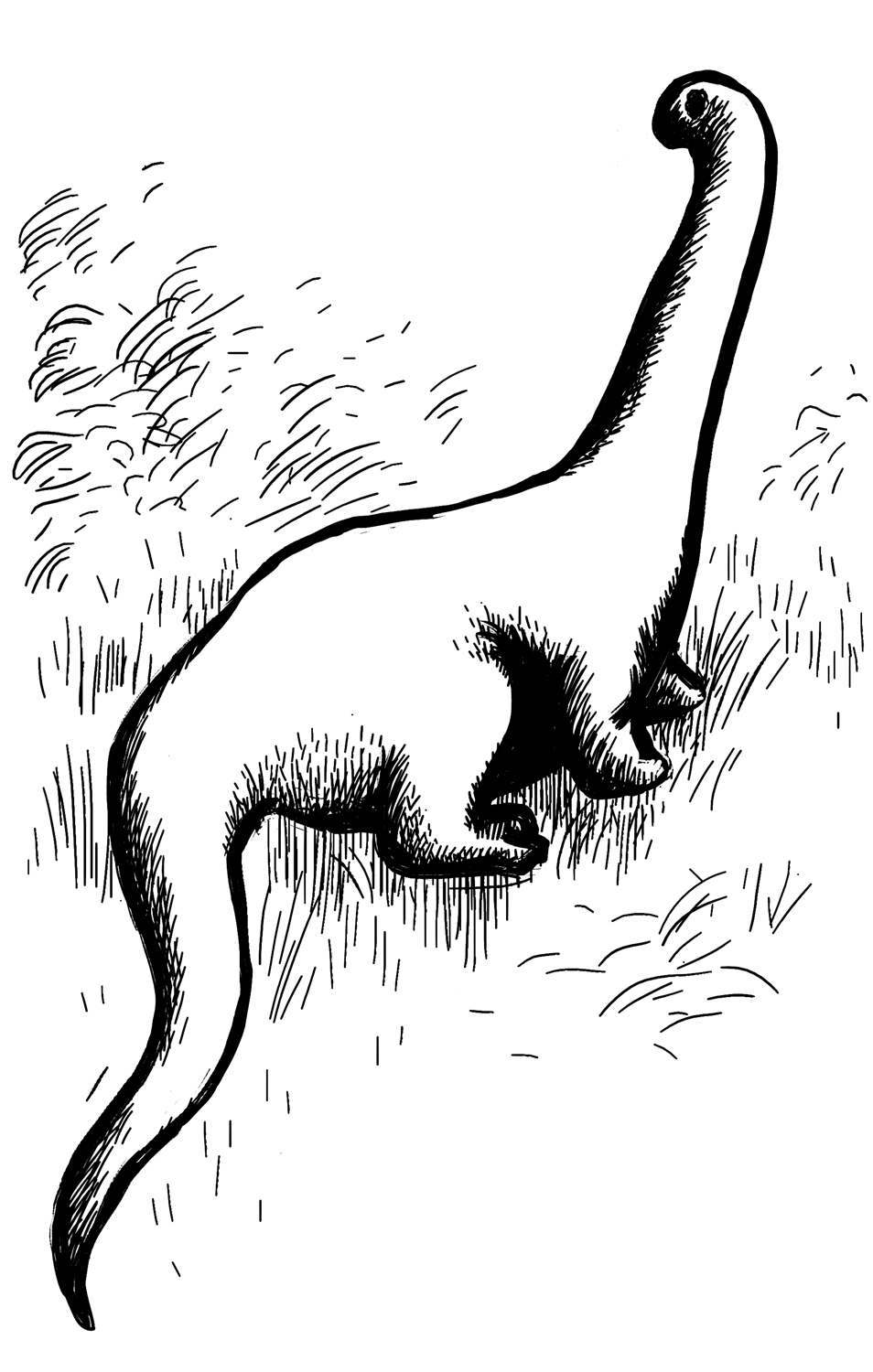
A mokele-mbembe fantázia-fantomrajza

Számos olyan állat létezik, amelynek ősei nemrég még hatalmas számban éltek, de mára majdnem vagy teljesen kihaltak és állítólagosan feltűnnek képviselőik vagy látni vélik ezeket. Más esetekben valóban begyűjtötték ezen állatok élő példányait. A legtöbb beszámoló azonban nem túl megbízható, inkább szóbeli elmondáson alapul. Ennek ellenére nem zárható ki, hogy némelyiknek lehet valamilyen valóságalapja. Hogy mit tekintünk a kriptozoológia tárgykörébe tartozónak, az attól függ, hogy mit fedeztek fel hivatalosan és mit nem. Összességében azok a fajok, amiket ma élő kövületekként ismerünk, korábban a kriptozoológia tárgykörébe tartoztak volna, ha valaki a keresésükre indul.
Tulajdonképpen ebbe a csoportba sorolhatók az európai késő pleisztocénből barlangrajzok és csontleletek alapján jól ismert őstulkok (Bos primigenius), amelynek utolsó példányai még a középkorban éltek a közép-kelet európai erdőségekben. Azóta több esetben is kutatták elszigetelt populációik nyomát, s nem kizárható, hogy délkelet-ázsiai formáik néhány elszigetelt populációja még ma is létezik Kambodzsa erdősségeiben, ahol a Kouprey (Bos sauveli) egyedei még kis számban fennmaradtak. Jelenleg visszatenyésztett formában Heck-marha néven ismerjük, ez azonban nem lehet egészen azonos az alaptípussal. Hasonló sorsra jutottak a vadlovak, melyek vérvonala azonban fennmaradt és ma Przewalski-ló néven tartjuk nyilván őket. Élő kövület voltát az indokolja, hogy a paleolitikus barlangrajzokon felismerhető a kis termetű, erős sörényű ősló alakja, amit csonttani vizsgálatok is alátámasztanak. Ez esetben a Mongóliában felfedezett, eredetileg egész Eurázsiában élt vadló 15 000 éves ábrázolásait hamarabb ismerték, mint magát az állatot. Az őstulok és a vadló háziasított formáikban léteznek még. Ezekben az esetekben és a fentebb említett számos „élő kövület” esetében kriptozoológia tárgykörébe sorolt élőlényekről derült ki, hogy még mindig vannak recens fajaik.
Más esetek valóban a szűkebb értelemben véve is „kriptozoológiaiak”, azaz olyan élőlényekről szólnak, amik törzsek mítoszaiban, legtöbbször ellenőrizhetetlen beszámolókban bukkannak fel. Ezek egy része olyan szörnyekről szól, amik nem tartoznak a tudományos vizsgálódás tárgykörébe, a határ azonban sokszor nem éles.
Időnként felröppennek hírek, hogy Tasmania elhagyatott vidékein még ma is élnek erszényesfarkasok (Thylacinus cynocephalus). 1961-ben egy napilap két halászról írt, akik 1961. augusztus 12-én Tasmania nyugati partvidékén, az Arthur-folyónál látták az állatot. 1966-ban a Whyte-folyónál szőrszálakat találtak, amikről úgy gondolták, az erszényes farkastól származhattak. 1982 márciusában egy természetvédelmi felügyelő Tasmania északnyugati erdőségében találkozott állítólag egy farkasszerű lénnyel. Henry Nix számítógépes programmal elemezte, mely területeken élhettek a farkasok, majd összevetette az beszámolók helyszíneivel, arra a következtetésre jutott, hogy ezek jól korrelálnak. Jelenleg nincs kézzel fogható bizonyíték e kipusztultnak gondolt állatok létezésére.
Kanada és Alaszka sűrű erdőségeiben állítólag néha feltűnik egy, a medvék és farkasok formai jegyeit ötvöző testfelépítésű lény, ami Ivan Sanderson kriptozoológus szerint a pliocén végén eltűnt Amphicyonid medvekutyákra emlékeztet.
Időnként felröppennek hírek dinoszauruszok közép-afrikai felbukkanásáról. A beszámolók nem teljesen új keletűek, már az 1660-as évektől kezdve ismertek voltak az európaiak előtt. A kongói Likouala-mocsár pigmeusai mokele-mbembének nevezik ezeket az állítólagos, nagy testű, hosszú nyakkal, farokkal és elefántszerű, viszont kis testtel rendelkező állatokat. Brontosaurusra emlékeztet a leírásuk. Kamerunban és Gabonban n'yamala a nevük. Bár 1980–81-ben Roy Mackal expedíciókat is szervezett a fehér ember számára nagyon nehezen elviselhető környezetben, az állatokat nem látták, – sem Bill Gibbons, aki 1992-ben járt arra – viszont számos beszámolót gyűjtöttek. Ezen kívül még emlegetnek egy emela-ntouka nevű, a leírás szerint leginkább Triceratopsra emlékeztető lényt és egy Stegosaurusra emlékeztető állatot, amit mbielu-mbielu-mbielu névre kereszteltek el. E lények létezése erősen vitatható, ha mégis léteznének, a dinoszauruszok túlélőiként élő kövületeknek kellene tartanunk őket (ha a madarakat nem soroljuk a dinoszauruszokhoz). Zambiában és Zimbabwében emlegetnek egy kongamatónak nevezett szörnyet, melynek fantomrajza leginkább egy Pterodactylusra emlékeztet.
A Föld számos pontjáról beszámoltak majomemberszerű lények feltűnéséről, amikről a kriptozoológusok úgy vélik, hogy fennmaradt előemberek, esetleg Gigantopithecusok recens egyedei lehetnek.

## Példák

### Baktériumok
- Sztromatolitok, pontosabban a földtörténeti ókor sztromatolitokat építő kék-zöld baktériumai Cyanobacteria. A leletekből az nem állapítható meg, hogy család- vagy nemzetségszinten éltek-e már olyan fajok, amelyek ma is léteznek.

### Növények
- Amborellales
- Araucaria araucana – a „chilei fenyő”
- Cikászok
- Ginkgo biloba (Ginkgoaceae) – páfrányfenyők, hálás utcai- és parkfák
- Equisetum (Equisetaceae) – a közönséges mezei zsurló is ide tartozik
- Metasequoia – kínai mamutfenyő, a Sequoia és a Sequoiadendron – mamutfenyőkként szokás emlegetni őket; (Cupressaceae)
- Sciadopitys (Sciadopityaceae)
- Korpafüvek Psilotum (Psilotaceae) – a korpafüveken belül ez a nemzetség a karbonkori pecsétfák apróvá vált egyenes ági leszármazottja
- Welwitschia (Welwitschiaceae) – a Namib-sivatag csak két levelet hajtó, de évszázadokig élő nyitvatermője
- Wollemia fa (Araucariaceae) – a Wollemi fenyő (a VIII. kerületi Füvészkert is őriz belőle egy példányt Budapesten).

### Gombák
- Neolecta

### Állatok
- Gerincesek
  - Emlősök
    - Ciprusi egér (Mus cypriacus) - nemrég fedezték fel Ciprus szigetén
    - Vörös macskamedve (Ailurus fulgens) - a medvékkel és a mosómedvékkel egyaránt rokon, de azoktól jelentősen el is térő ázsiai ragadozó
    - Okapi (Okapia johnstoni)- Afrika ősi, rövid nyakú zsiráfja
    - Laoszi sziklapatkány (Laonastes aenigmamus) - Laosz hegyvidéki részein élő igen primitív rágcsáló
    - Monito del Monte (Dromiciops gliroides)
    - Tojásrakó emlősök (a platypus, azaz a kacsacsőrű emlős és a tojásrakó hangyászsünfélék echidna)
    - Hódmókus (Aplodontia rufa) - észak-amerikai rágcsáló
    - Oposszumok
    - Przewalski-ló (Equus ferus przewalskii, Equus przewalskii vagy Equus caballus przewalskii)

  - Madarak
    - Acanthisittidae (Új-Zéland)
    - Hoacin (Opistocomus hoatzin)
    - Sapayoa aenigma
    - Barkóscinege (Panurus biarmicus)
    - Coliiformes (egérmadarak, 6 élő faj, 2 nemzetség)
    - Hasadtujjú lúd (Anseranas semipalmata)

  - Hüllők
    - Disznóorrú teknős
    - Crocodilia - krokodilok, gaviálok és aligátorok
    - Tuatara (Sphenodon punctatus és Sphenodon guntheri) - hidasgyík

  - Kétéltűek
    - Lila béka (Nasikabatrachus sahyadrensis)

  - Csontos halak
    - Amia calva
    - Coelacanthák (Latimeria menadoensis and Latimeria chalumnae) - bojtosúszójú halak
    - Neoceratodus fosteri-ausztrál folyami tüdőshal
    - Tokhalak (Acipenseriformes)

  - Porcos halak
    - fodros cápa (Chlamydoselachus anguineus)
    - Koboldcápa (Mitsukurina owstoni)

  - Fejgerinchúrosok
    - Lándzsahal (Branchiostoma lanceolatum)
- Gerinctelenek
  - Rovarok
    - Mantophasmatodea (néhány élő faj)
    - Mymarommatid wasps (10 élő faj a Palaeomymar nemzetségből)
    - Nevrorthidae (a recésszárnyú fátyolkák közé tartoznak 3 fajjal)
    - Notiothauma reedi (a csőrösrovarok rendjébe tartozó rovar)
    - Orussidae (parazita hártyásszárnyúak; 70 élő faj, 16 nemzetség)
    - Peloridiidae (30 élő faj, 13 nemzetség)
    - Sikhotealinia zhiltzovae (egy jura kori bogár, mindeddig egy példányát találták 1996-ban Oroszország távol-keleti részén)
    - Syntexis libocedrii (hártyásszárnyú)

  - Rákok
    - glypheoid lobsters (3 élő faj: Neoglyphea inopinata, N. neocaledonica, and Laurentaeglyphea neocaledonica)
    - Nyári pajzsosrák (Triops cancriformis) és rokonai (Notostraca rendbe tartozó rákok)

  - Puhatestűek
    - Csigáspolip
    - Neopilina galateae, egyteknőjű puhatestű
    - Ennucula superba

  - Egyéb gerinctelenek
    - Tengerililiomok
    - Tőrfarkú rákfélék (mindössze 4 élő faj a Xiphosura osztály Limulidae családjából: Limulus polyphemus,Tachypleus gigas, Tachypleus tridentatus és a Carcinoscorpius rotundicauda)
    - Lingula anatina (inarticulata pörgekarúak)
    - Karmos féreglábúak (Onychophora, lásd Hallucigenia)
    - Valdiviathyris quenstedti (pörgekarúak)

### Egyes kládok/nemzetségek időbeli elterjedése
Az alábbiakban néhány olyan nemzetség neve is olvasható, amelyeket nem sorolunk a hagyományos értelemben vett „élő kövületek” közé, mivel ma is nagy számban élnek (pl. Pecten). Legyünk tekintettel arra, hogy minden fogalom szubjektív és a jövőben a lista még bővülhet újabb felfedezések hatására.
| Klád/nemzetség               | Megjelenésük ideje kor szerint | Megjelenési idő M években | Példa                                |
| ---------------------------- | ------------------------------ | ------------------------- | ------------------------------------ |
| Lingula (nem)                | ordovícium                     | 500                       | Lingula anatina                      |
| Chlamydoselachus (nemzetség) | kréta                          | 130                       | Chlamydoselachus anguineus           |
| Amia (nem)                   | jura                           | 170                       | Amia calva                           |
| Sabal (nemzetség)            | paleocén                       | 60                        | Sabal palmetto                       |
| Neopilina (nem)              | devon?                         | 350 ?                     | Neopilina galatheae                  |
| Wollemia (nemzetség)         | kréta                          | 120                       | Wollemia nobilis                     |
| Nucula (nem)                 | szilur                         | 450                       | Nucula nucleus                       |
| Amborella (nemzetség)        | kréta?                         | 100 ?                     | Amborella trichopoda                 |
| Meleagrina (nemzetség)       | jura                           | 180                       | Meleagrina margaritifera             |
| Avicula (nemzetség)          | triász                         | 220                       | Avicula contorta (felső triász)      |
| Modiola (nemzetség)          | devon                          | 350                       | Modiola corrugata (alsó eocén)       |
| Metasequoia (nemzetség)      | kréta                          | 90                        | Metasequoia glyptostroboides (kréta) |
| Lithodomus (nemzetség)       | karbon                         | 300                       | Lithodomus lithophagus               |
| Pecten (nem)                 | jura                           | 180                       | Pecten sp.                           |
| Ostrea (nem)                 | jura                           | 170                       | Ostrea edulis                        |
| Ginkgo (nemzetség)           | jura                           | 200                       | Ginkgo biloba                        |
| Trigonia (nem)               | triász                         | 230                       | Neotrigonia pectinata                |
| Pleurotomaria (nemzetség)    | triász?                        | 220?                      | Pleurotomaria sp.                    |
| Nautilus (nem)               | jura                           | 200                       | Nautilus franconicus (felső jura)    |
| Ceratodus (nem)              | triász                         | 200                       | Neoceratodus forsteri                |
| Latimeria (nem)              | jura                           | 180                       | Latimeria chalumnae                  |
| Lepidosteus (nem)            | eocén                          | 50                        | Lepidosteus osseus                   |
| Sphenodon (nem)              | jura                           | 180                       | Sphenodon punctatus                  |
| Didelphis (nem)              | paleocén? (felső kréta?)       | 70-60                     | Didelphis sp. (oposszumok)           |
| Isoetes (nemzetség)          | kréta                          | 80                        | Isoetes lacustris                    |
| Tapirus (nem)                | miocén                         | 15                        | Tapirus indicus                      |
| Rhinoceros (nem)             | pliocén                        | 5                         | Rhinoceros sondaicus                 |
| Moschus (nem)                | pliocén                        | 5                         | Moschus moschifer                    |
| Daneopsis (nemzetség)        | késő karbon                    | 290                       | Angiopteris sp.                      |
| Clathropteris (nemzetség)    | jura                           | 160                       | Dipteris sp.                         |
| Matonidium (nemzetség)       | jura                           | 165                       | Matonia sp.                          |
| Cycadites (nemzetség)        | jura                           | 170                       | Cycas sp.                            |
| Araucaria (nemzetség)        | kora kréta                     | 120                       | Araucaria sp.                        |
| Sequoia (nemzetség)          | kréta                          | 100                       | Sequoia sp.                          |
| Nathorstania (nemzetség)     | kréta                          | 90                        | Stylites sp.                         |

## Galéria

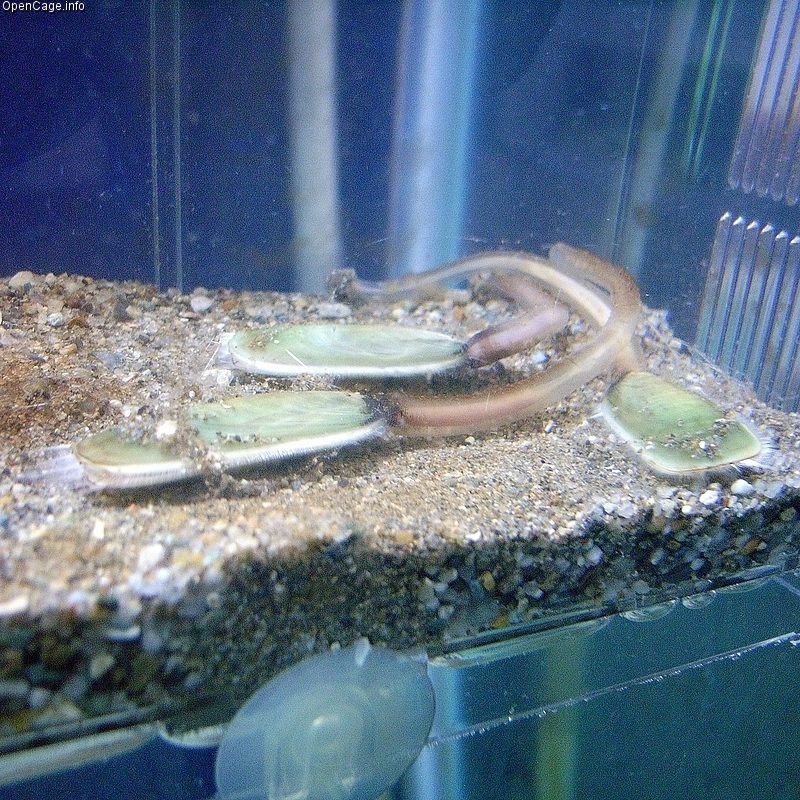
Lingula anatina (pörgekarú)
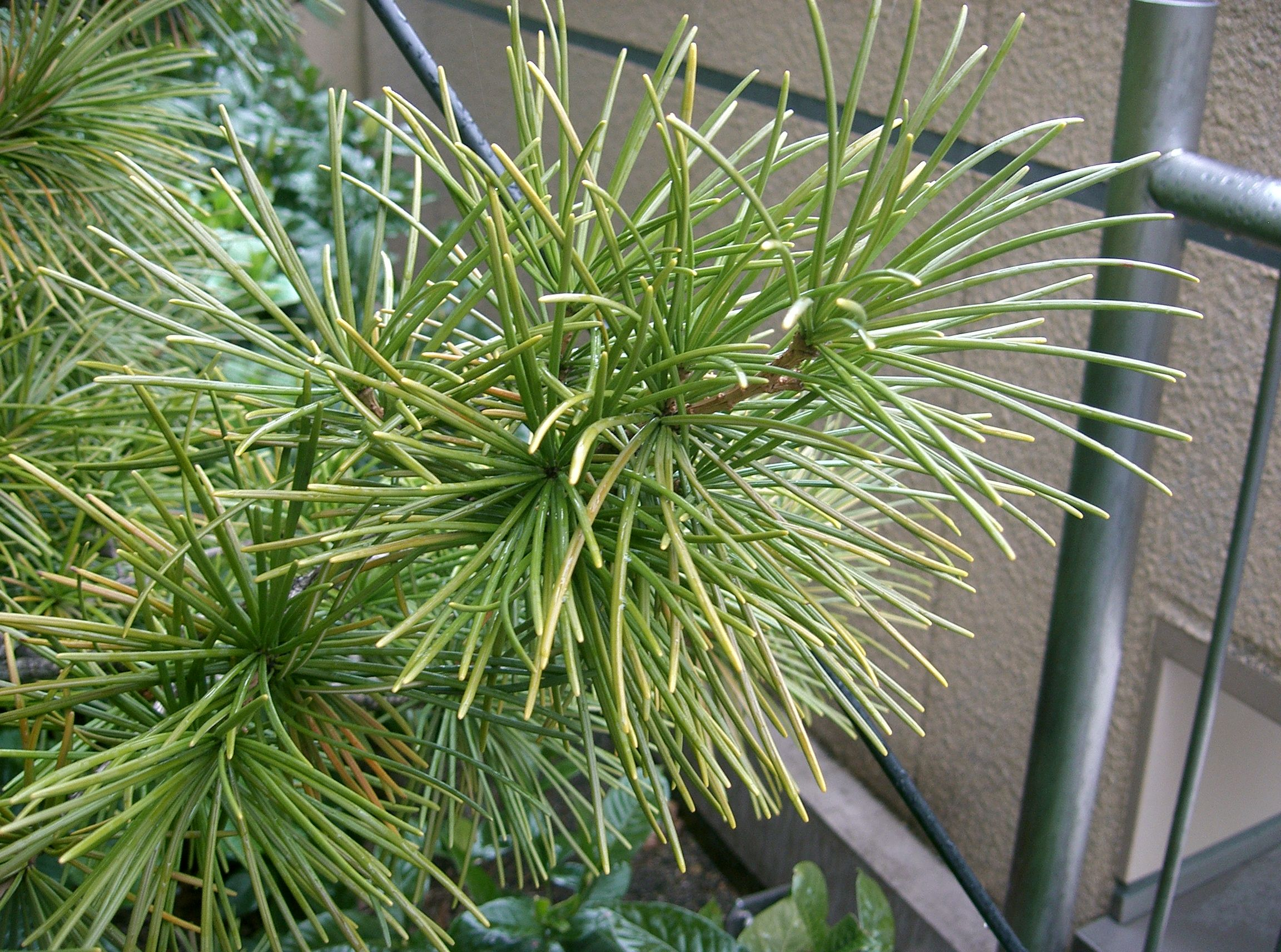
Japán ernyőfenyő (Sciadopitys verticillata)
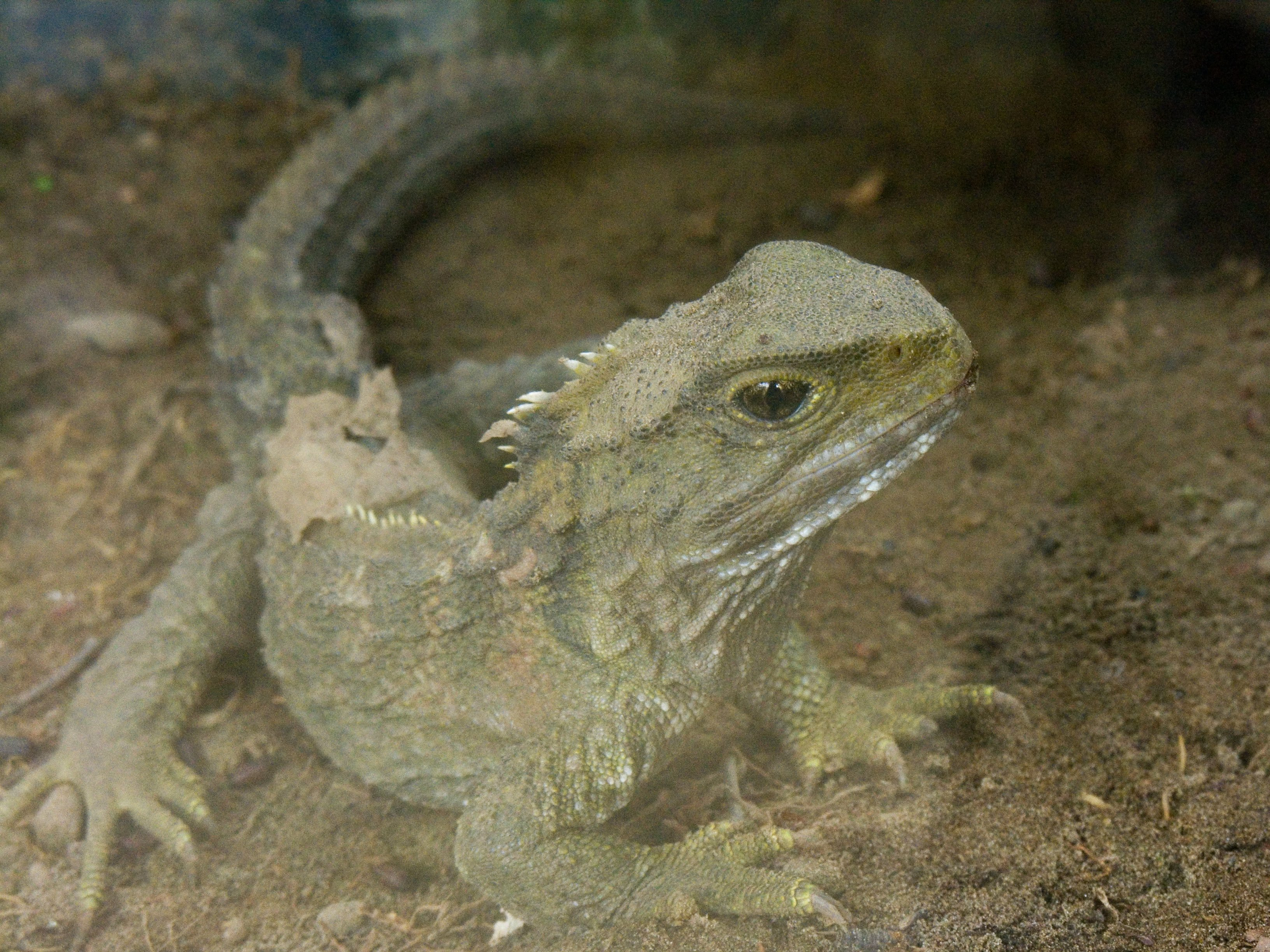
Hidasgyík (Tuatara)
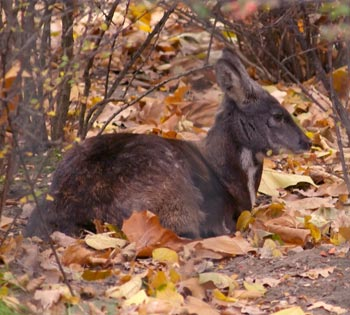
Szibériai pézsmaszarvas (Moschus sibericus)
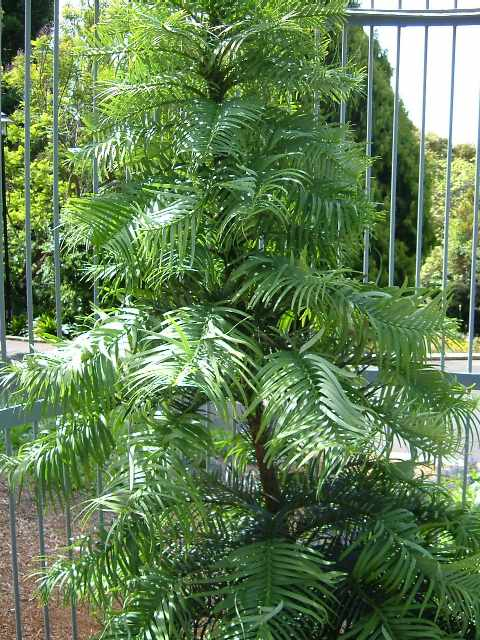
Sárkányfenyő (Wollemi fenyő)
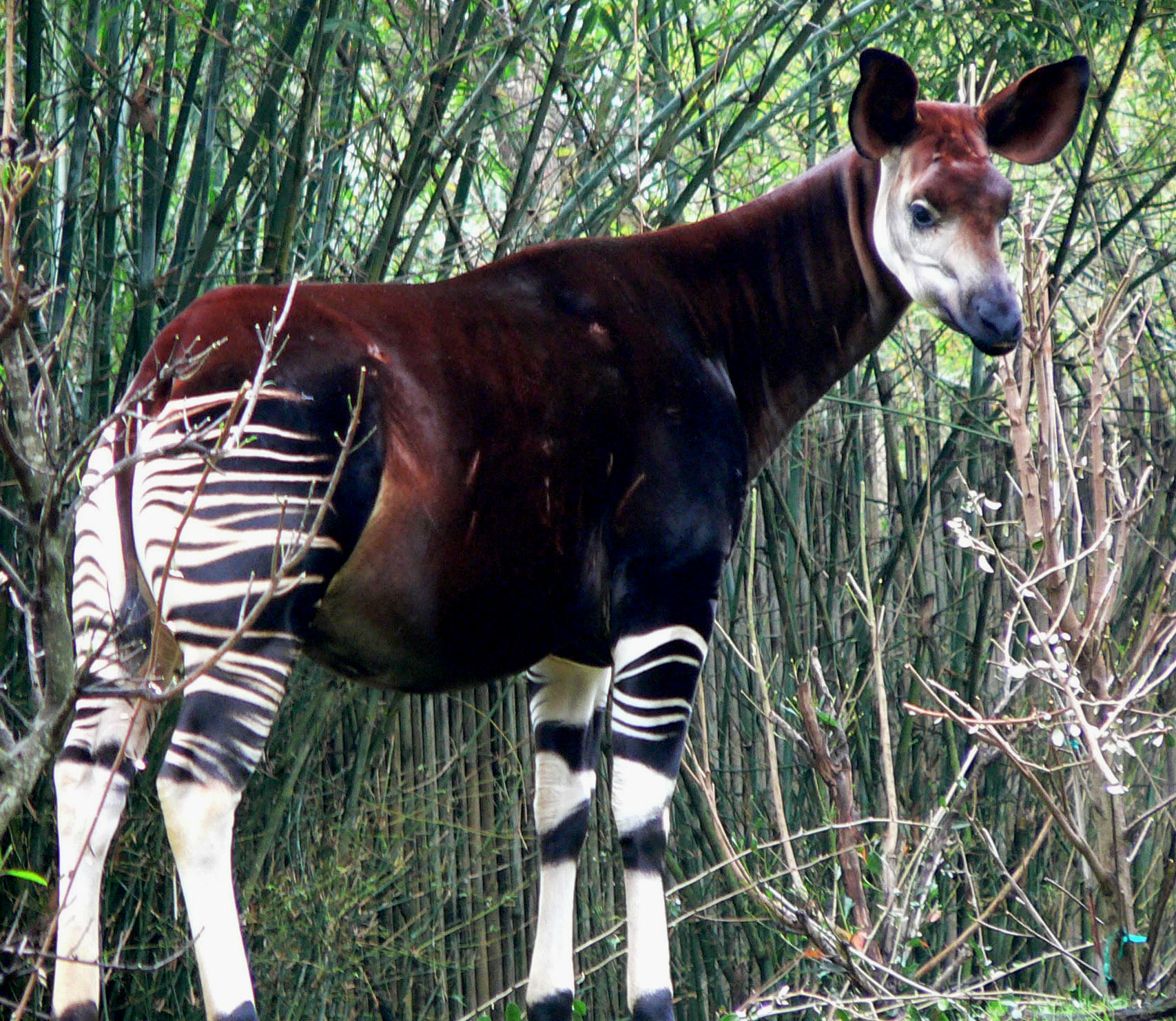
Okapi
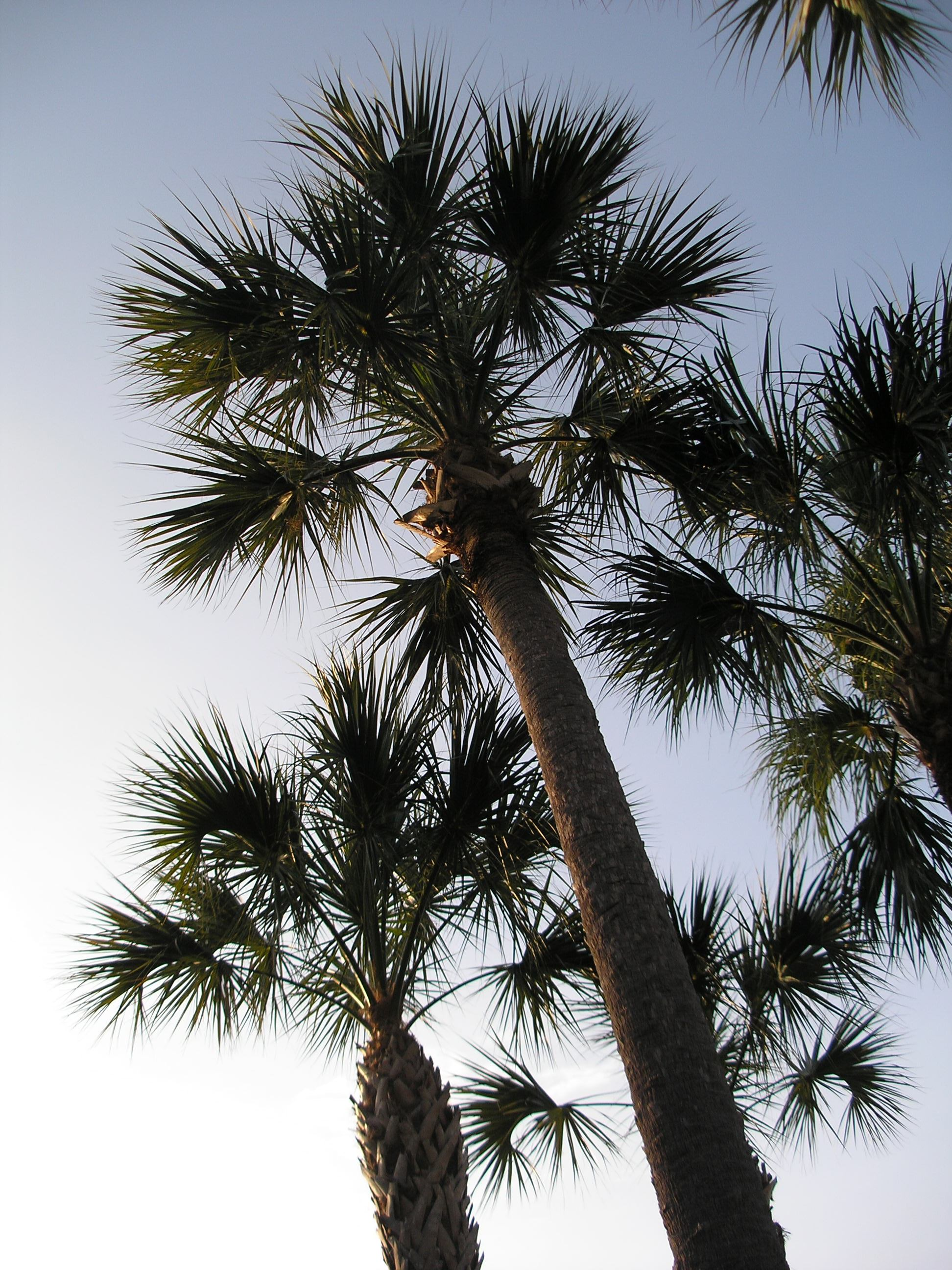
Sabal palmetto
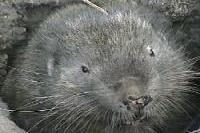
Hódmókus
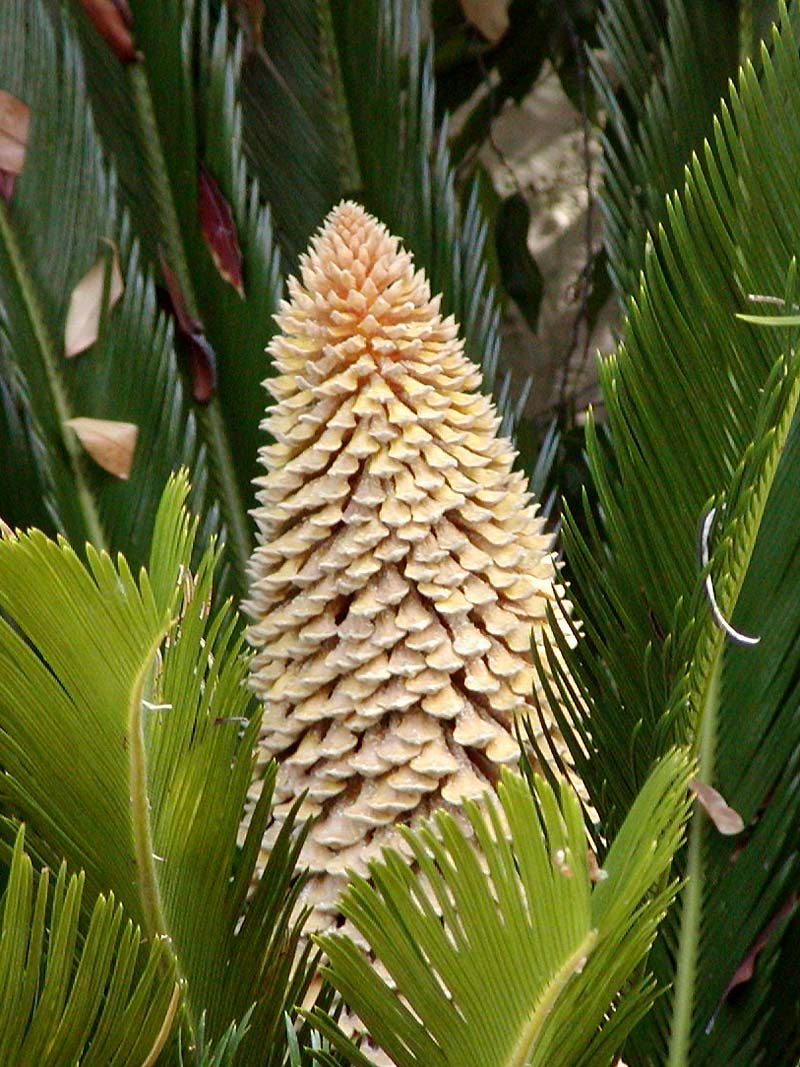
Cikász (Cycas inflorescense)
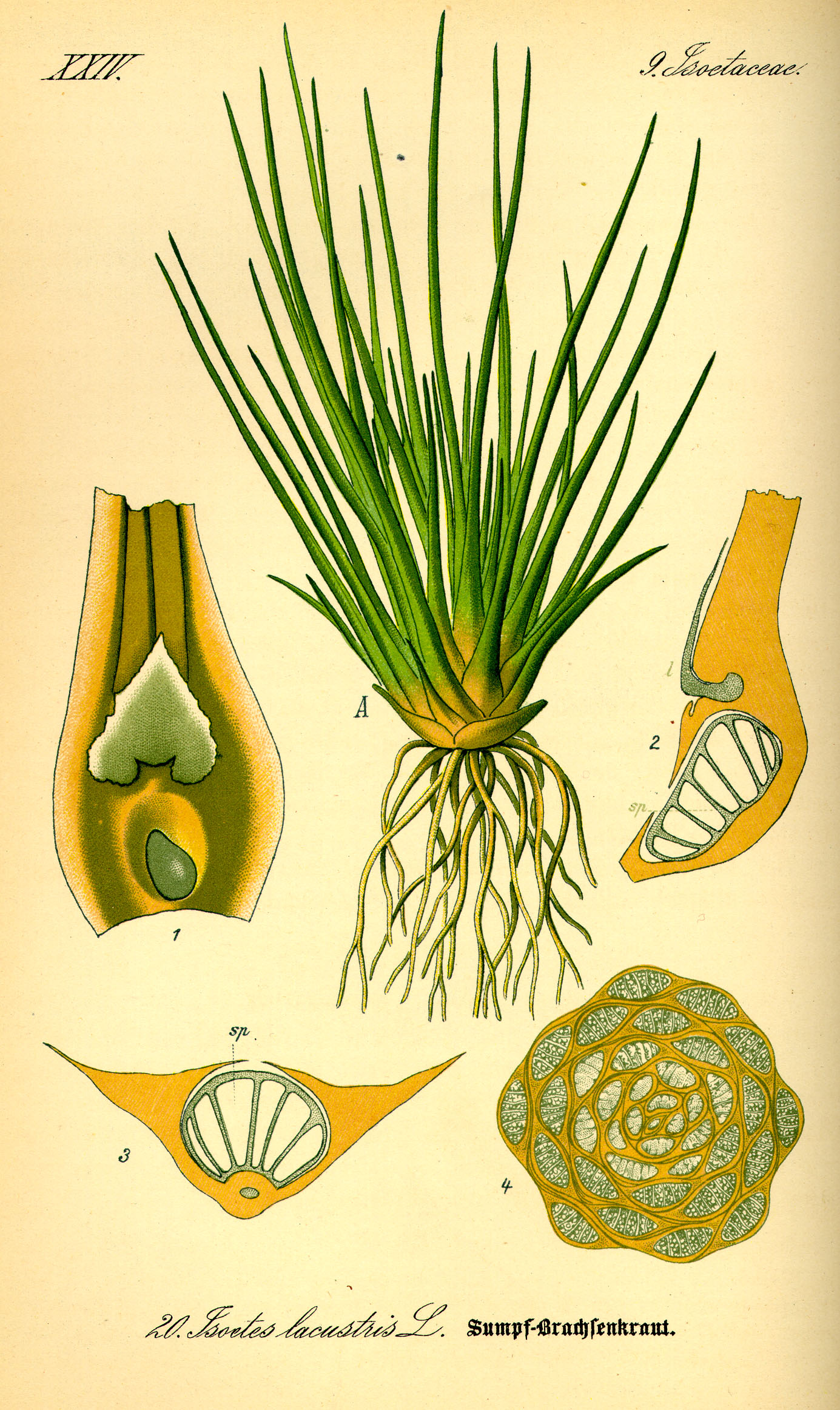
Isoetes lacustris
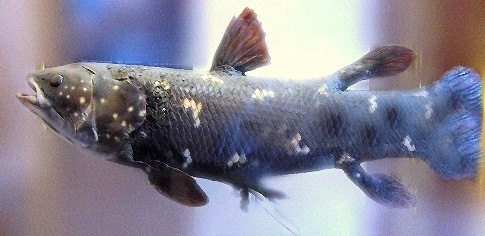
Bojtosúszós maradványhal (Latimeria chalumnae)
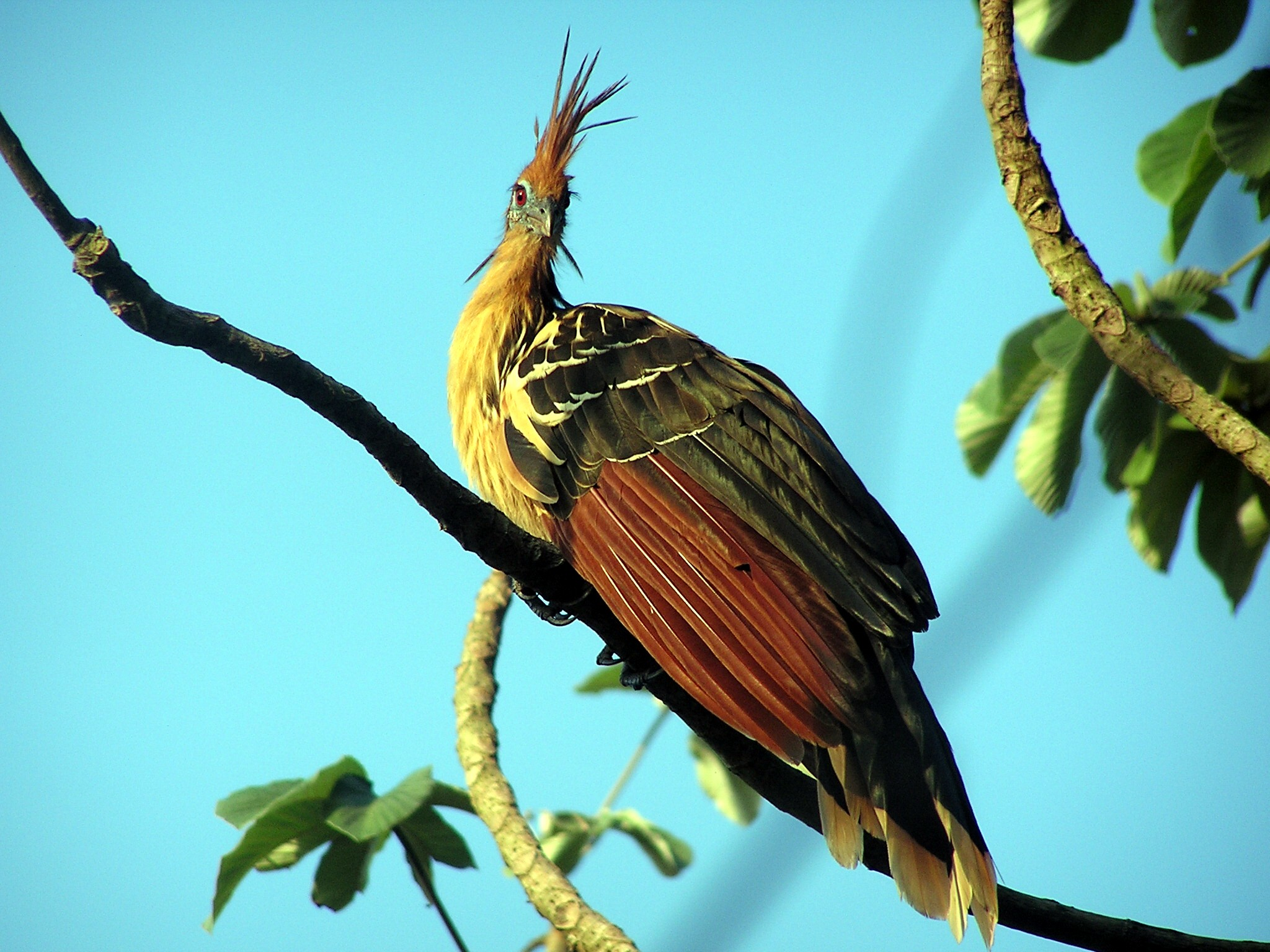
Hoacin (Opisthocomus hoazin)
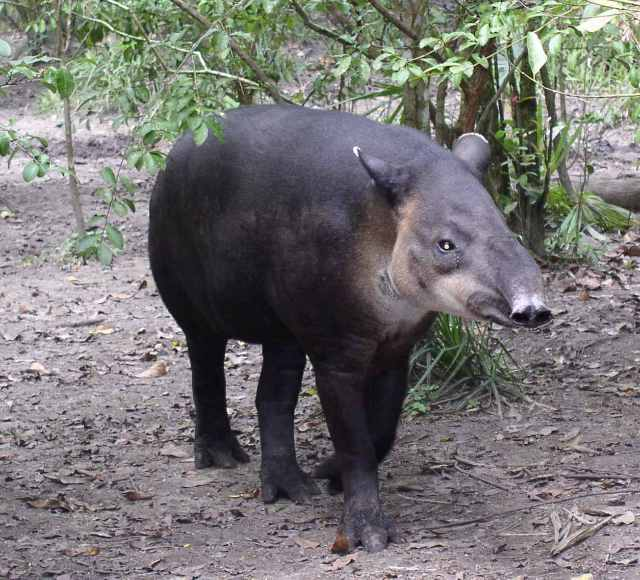
Közép-amerikai tapír (Tapirus)
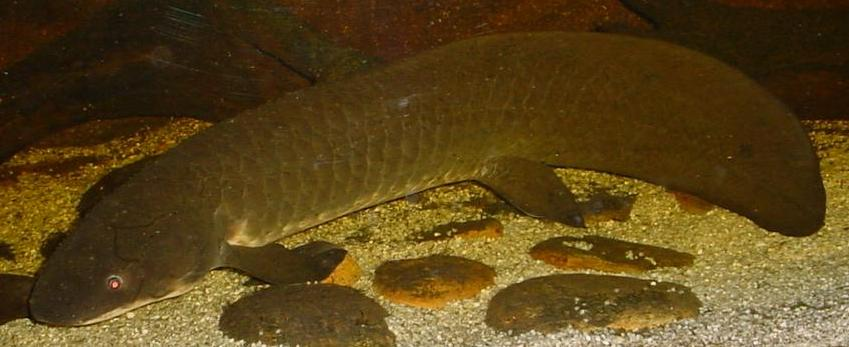
Ausztráliai tüdőshal
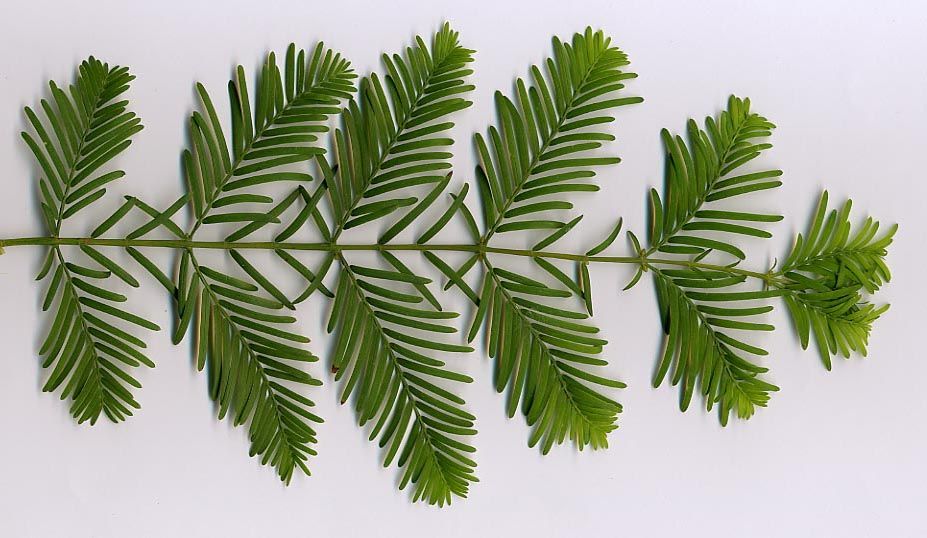
Kínai mamutfenyő (Metasequoia)
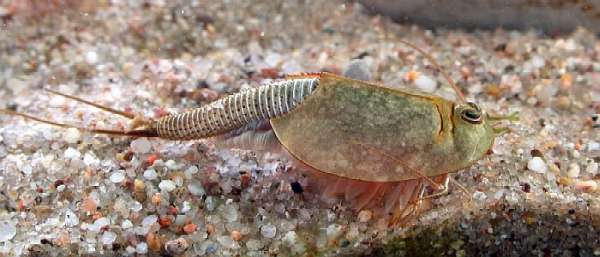
Pajzsosrák Triops)
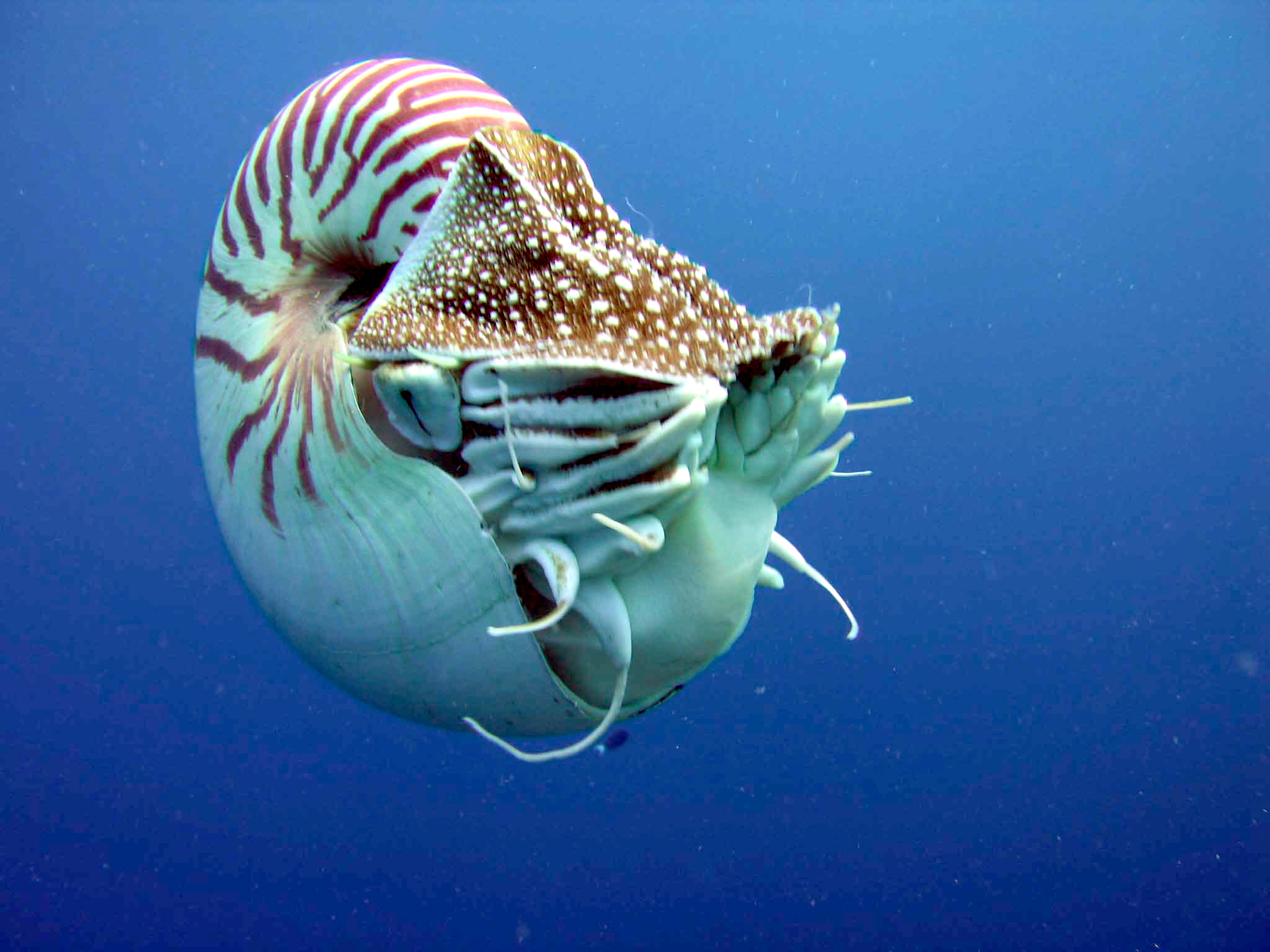
Hajóspolip vagy Nautilusz (Nautilus)
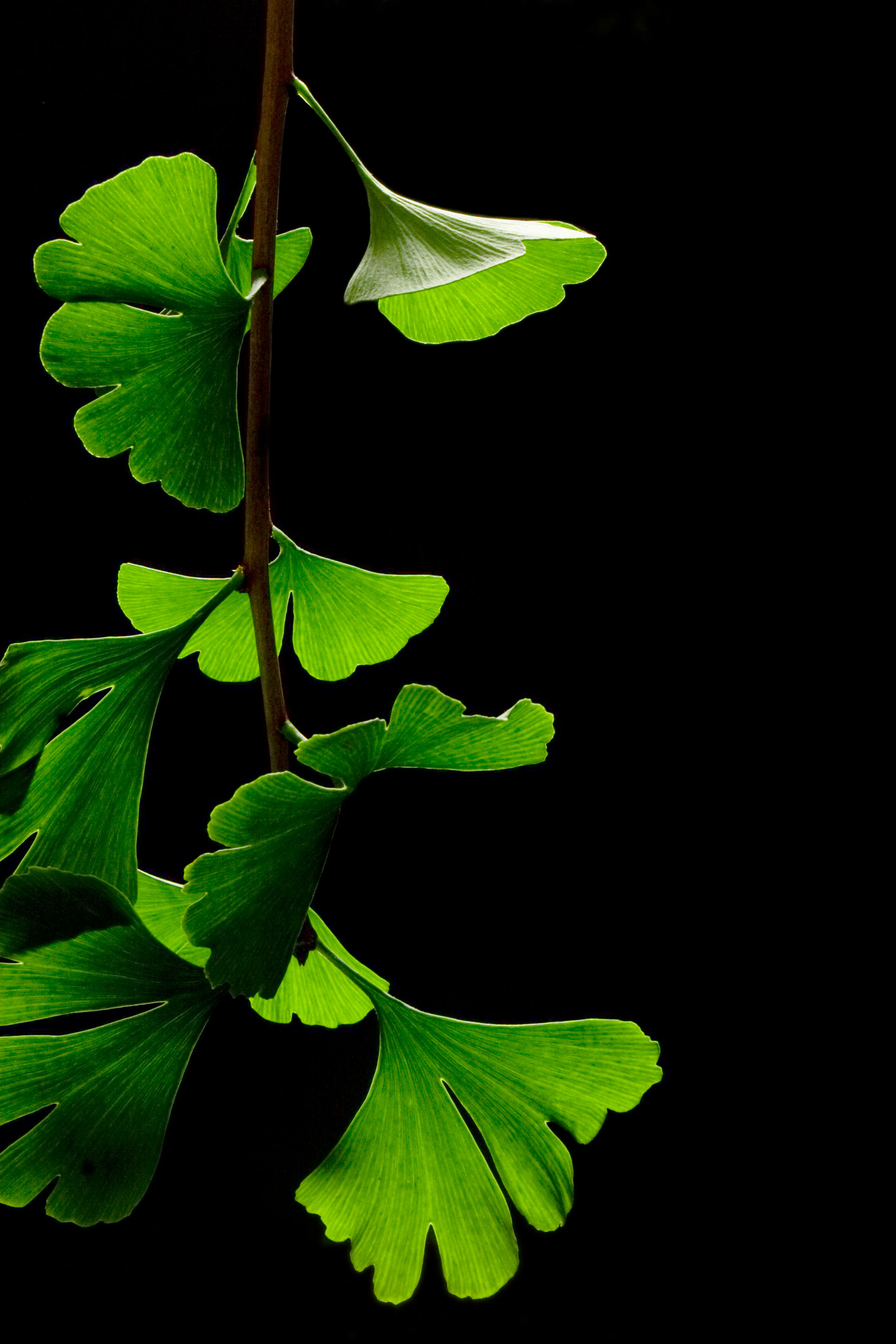
Páfrányfenyő (Ginkgo biloba)
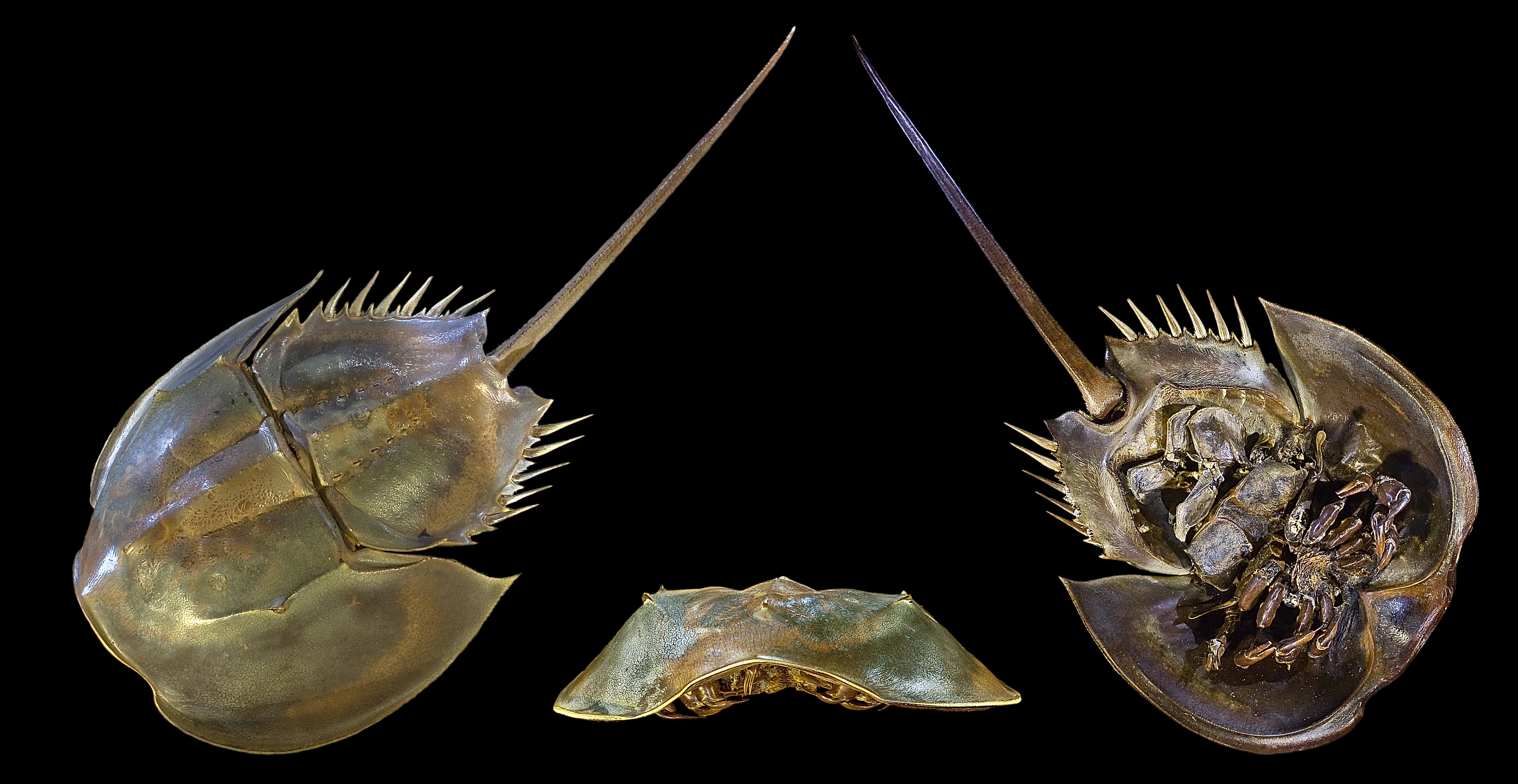
Tőrfarkú rák (Limulus polyphemus)
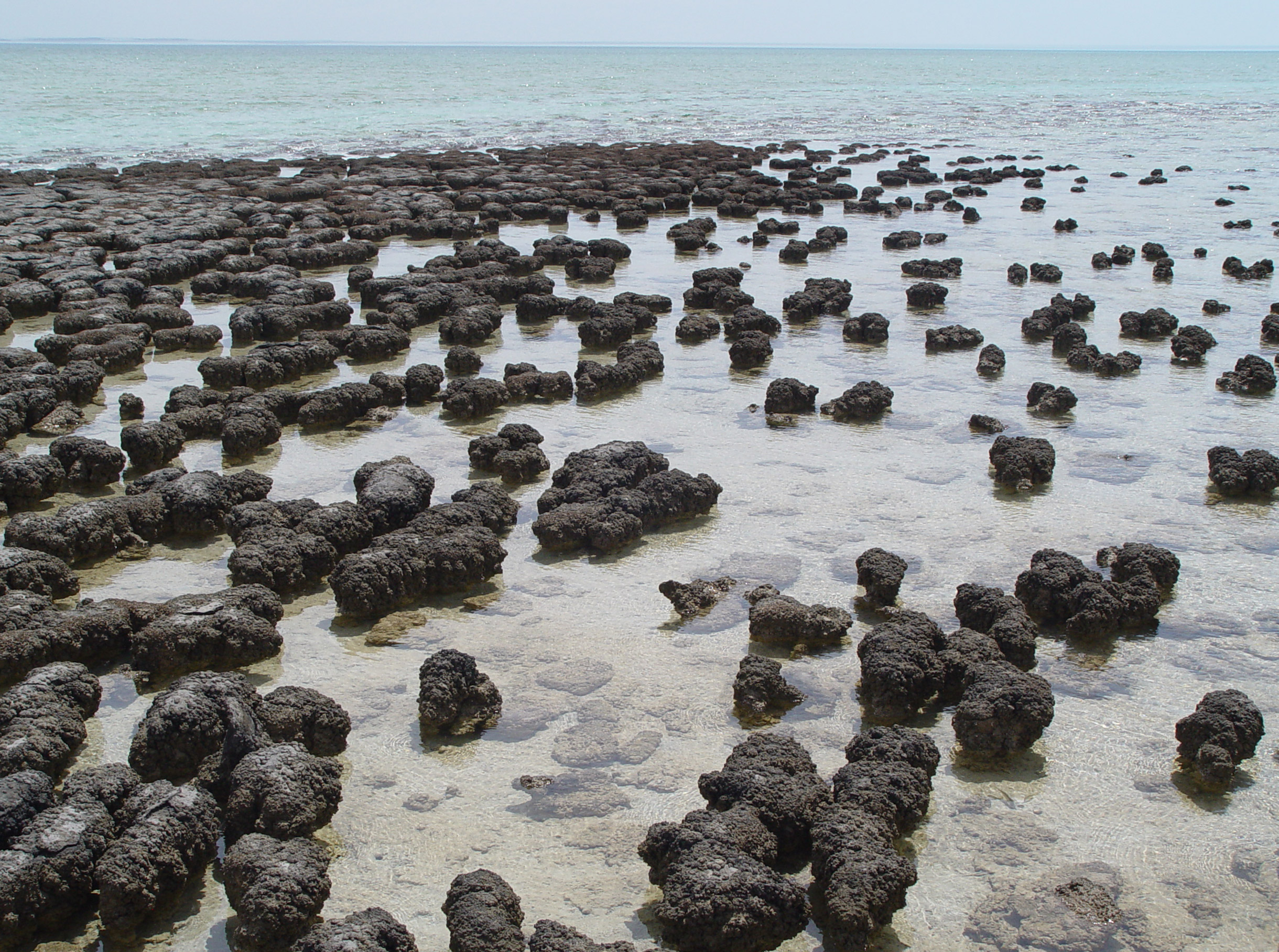
Sztromatolitok (Shark bay öbölben, Ausztrália)
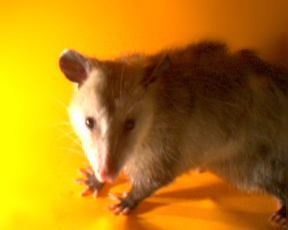
Erszényes patkány (Oposszum)
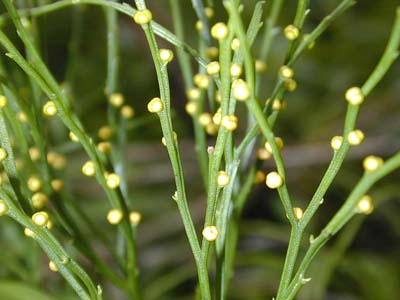
Ősharaszt (Psilotum)
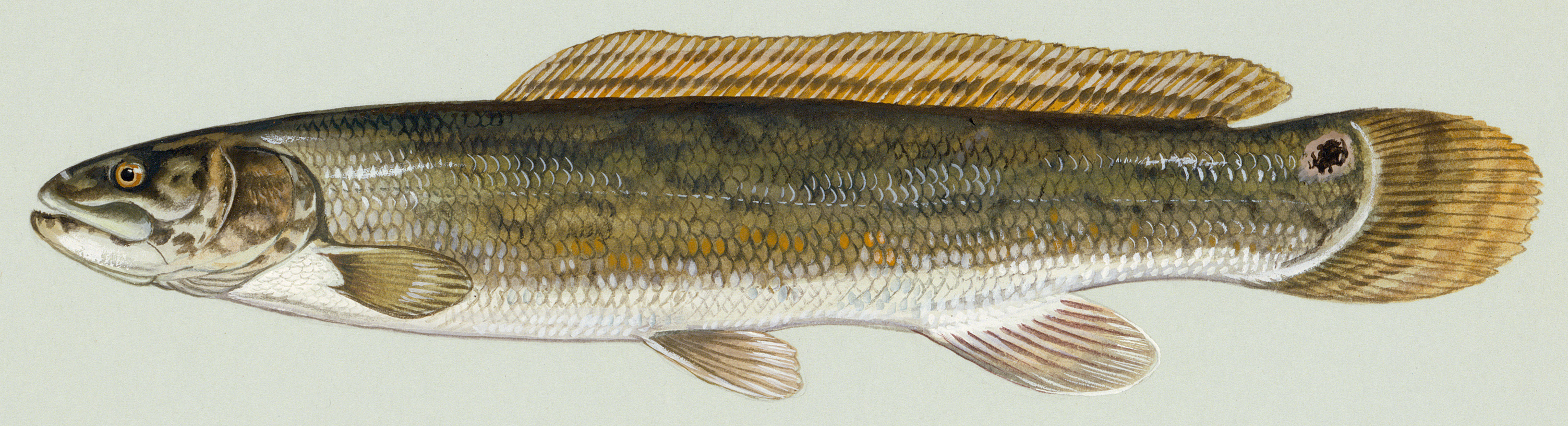
Iszaphal (Amia calva)
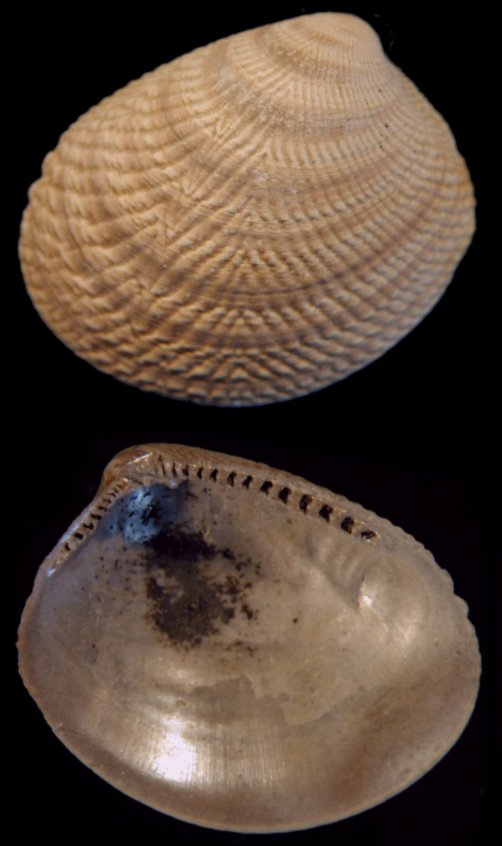
Acila cobboldiae (Nuculidae kagyló)
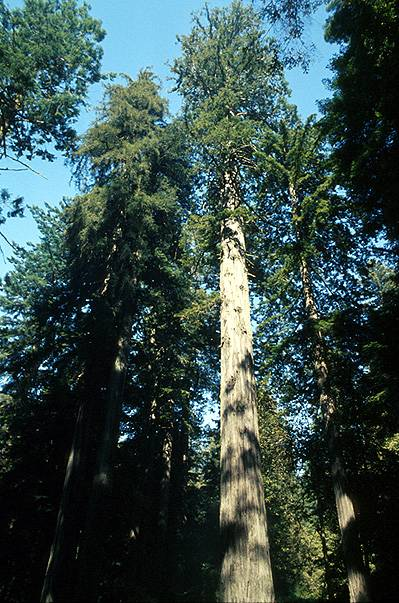
Tengerparti mamutfenyő (Sequoia)
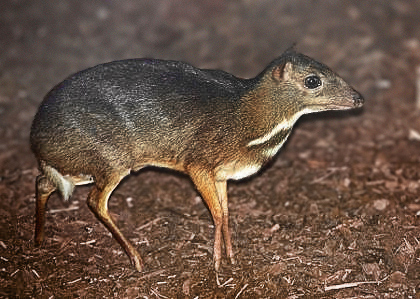
Jávai jávai kancsil
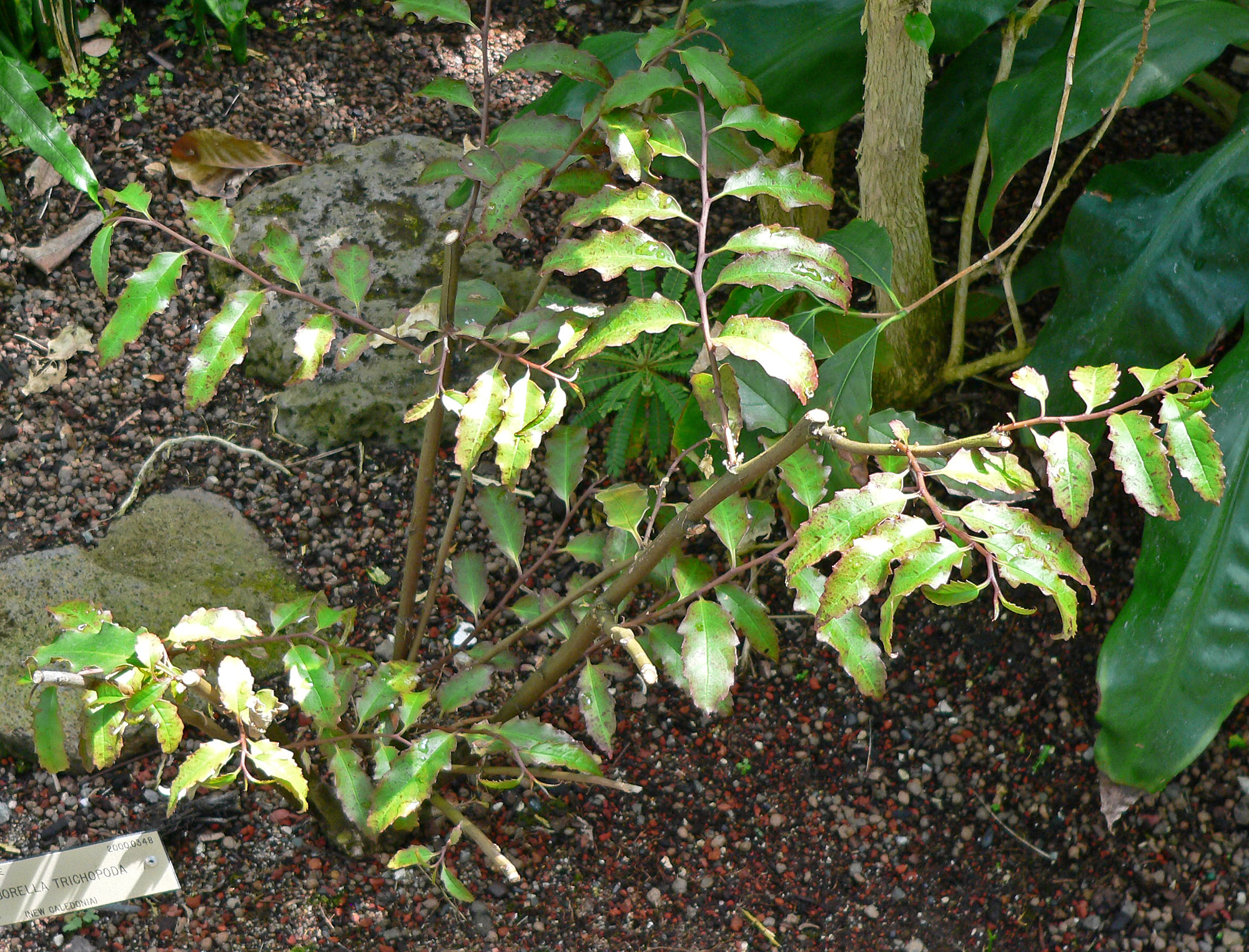
Amborella trichopoda
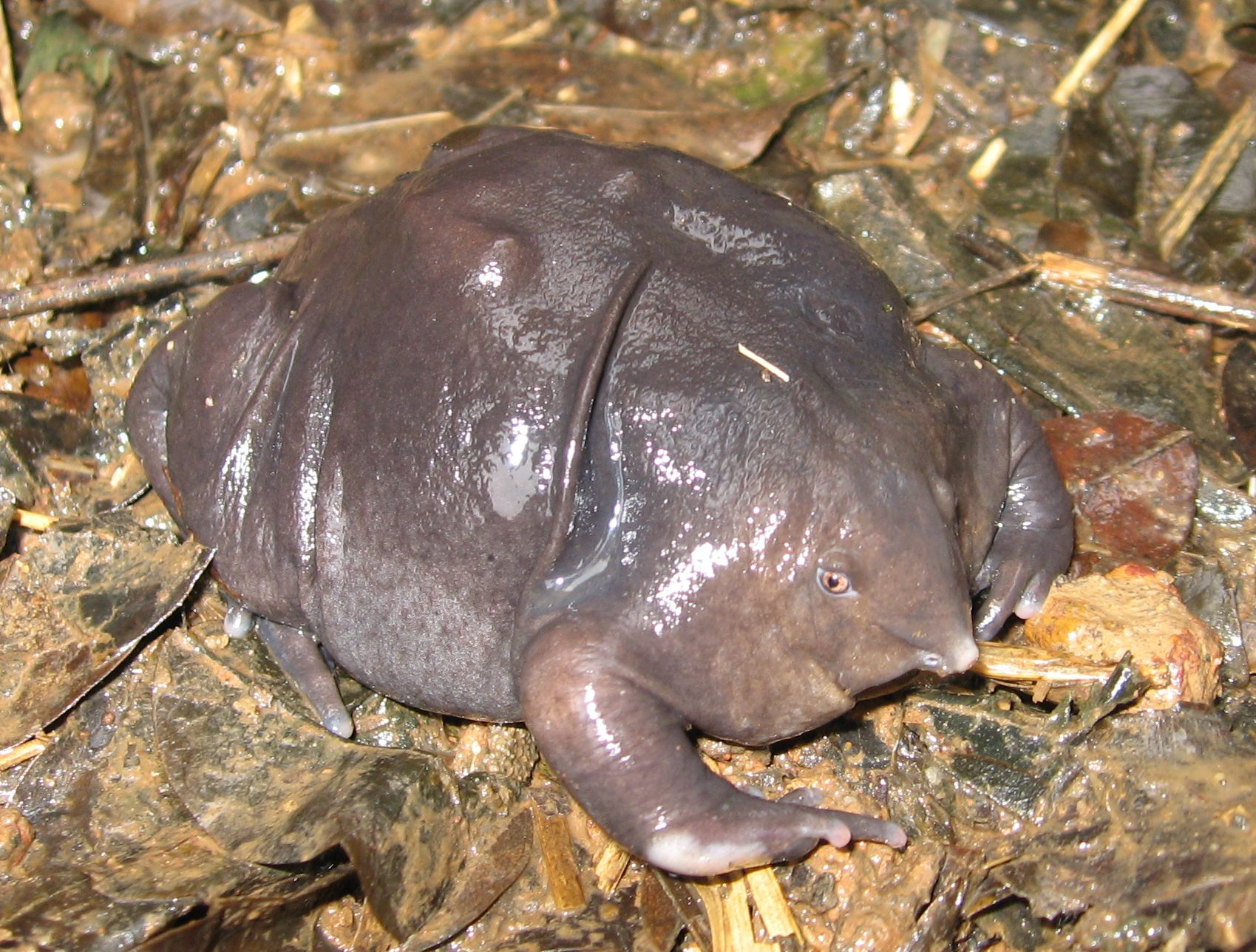
Lila béka (Nasikabatrachus sahyadrensis)
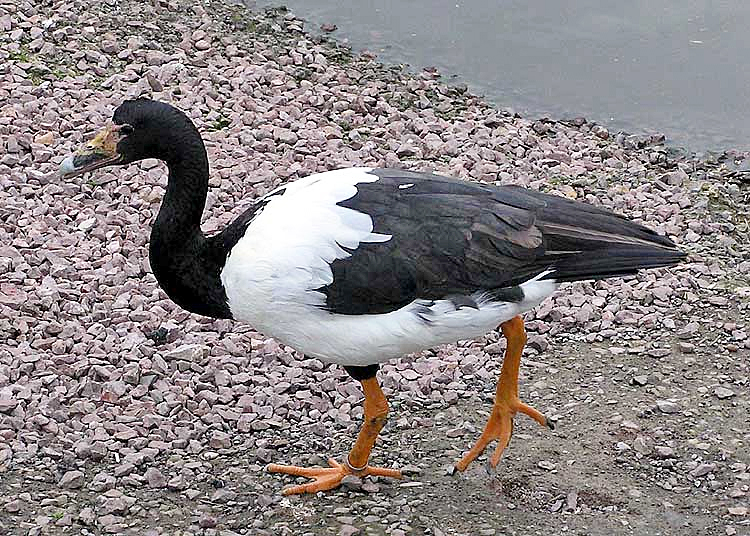
Hasadtujjú lúd (Anseranas semipalmata)
Fokföldi őslégcsöves (l:Karmos féreglábúak)
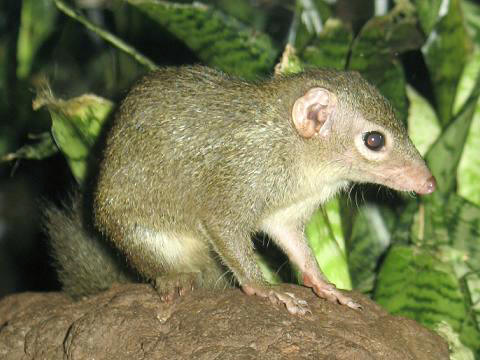
Közönséges mókuscickány (Tupaia glis)
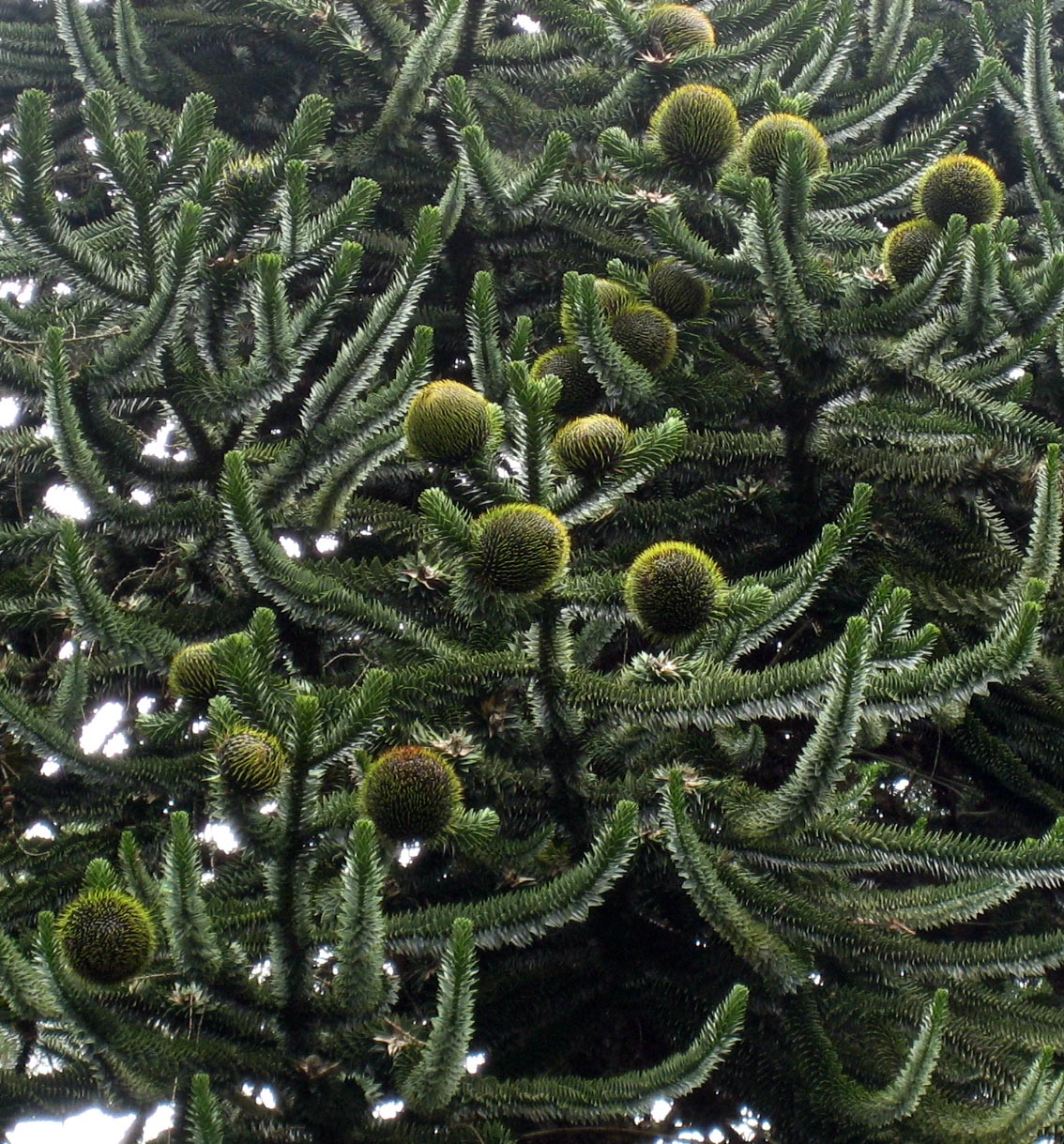
Araukaria fenyő (Araucaria araucana)
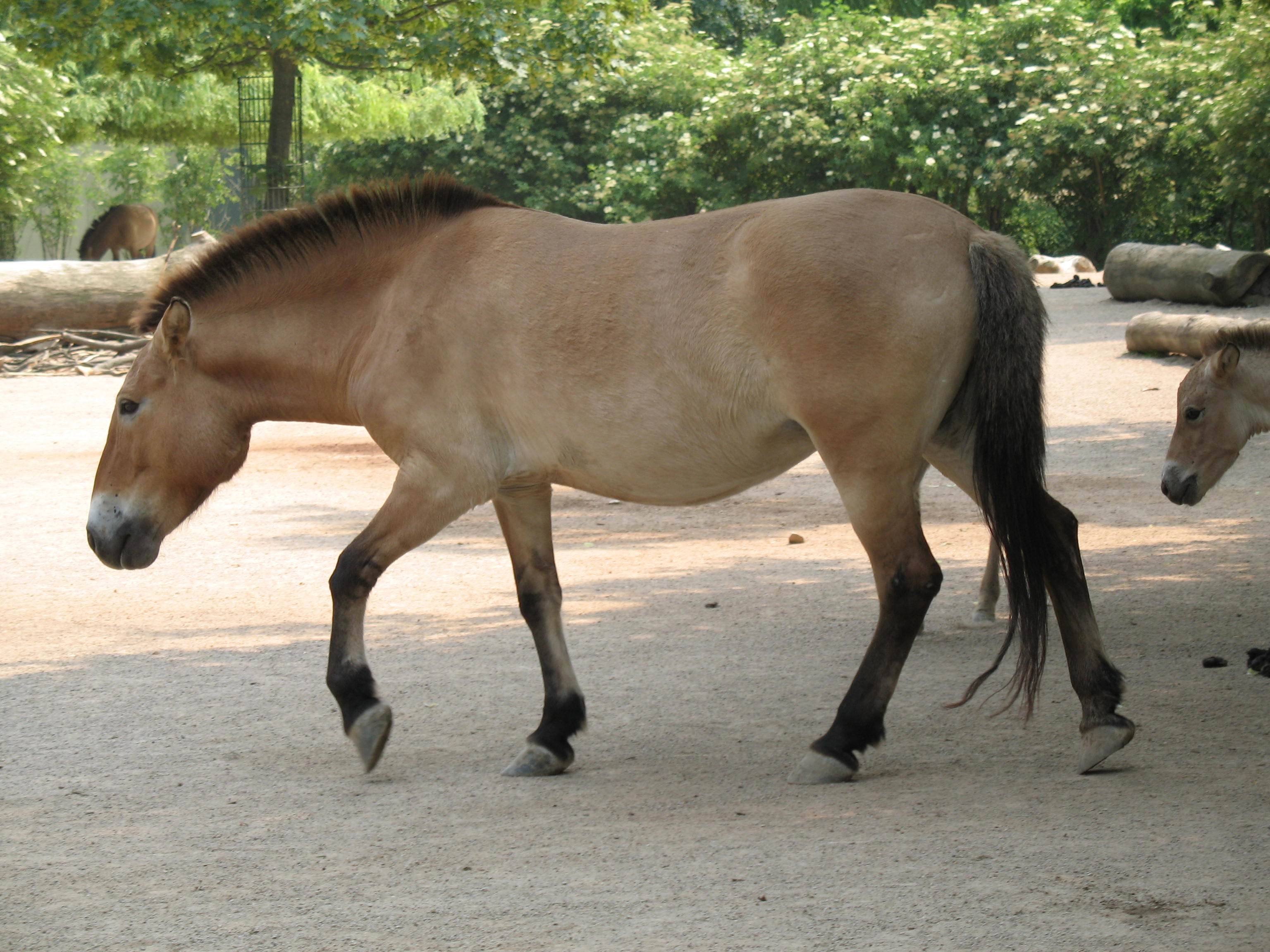
Przsevalszkij-ló
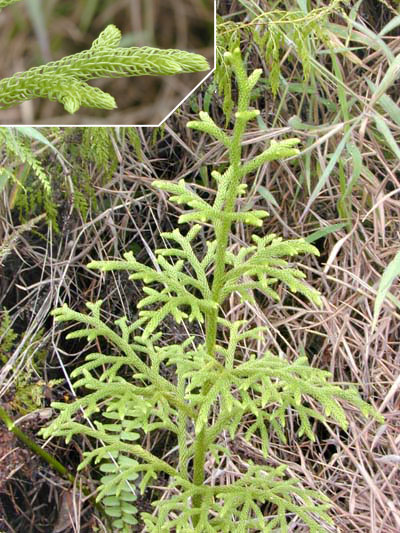
Lycopodium Korpafű (Lycopodiella cernua)
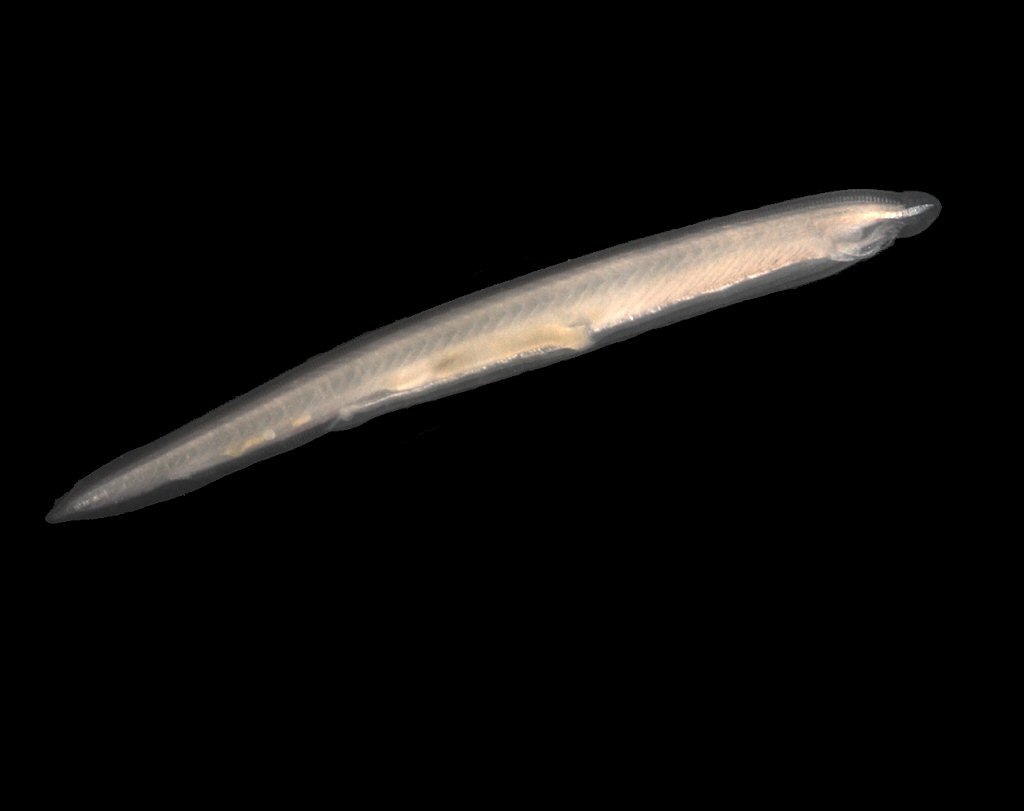
Lándzsahal (Branchiostoma lanceolatum)